# Liste des communes nouvelles créées en 2016
Pour les articles homonymes, voir Liste de communes nouvelles.
| \| Grandpré · Bairon-et-ses-Environs · Mouzon · Chémery-Chéhéry · Vouziers · Aix-Villemaur-Pâlis · Aÿ-Champagne · Val-de-Livre · Le Montsaugeonnais · Villegusien-le-Lac · Saints-Geosmes · Rives-Dervoises · La Porte-du-Der · Bourmont-entre-Meuse-et-Mouzon · Ancy-Dornot · Colligny-Maizery · Truchtersheim · Val-de-Moder · Sommerau · Wingersheim-les-Quatre-Bans · Aspach-Michelbach · Kaysersberg-Vignoble · Le Haut-Soultzbach · Bernwiller · Spechbach · Brunstatt-Didenheim · Porte-du-Ried · Illtal · Masevaux-Niederbruck · Granges-Aumontzey · Provenchères-et-Colroy · Capavenir-Vosges · Rouillac · Confolens · Val-des-Vignes · Boisné-la-Tude · Montmérac · Genac-Bignac · Réaux-sur-Trèfle · Essouvert · Malemort · Parsac-Rimondeix · Beaumontois-en-Périgord · Boulazac-Isle-Manoire · Brantôme-en-Périgord · Coux-et-Bigaroque-Mouzens · Parcoul-Chenaud · Pays-de-Belvès · Saint-Aulaye-Puymangou · Sainte-Alvère-Saint-Laurent-les-Bâtons · Sorges-et-Ligueux-en-Périgord · Val-de-Virvée · Saint-Maurice-Étusson · Argentonnay · Val-d'Issoire · Senillé-Saint-Sauveur · Le Poizat-Lalleyriat · Arboys-en-Bugey · Haut Valromey · Champdor-Corcelles · Parves-et-Nattages · Groslée-Saint-Benoît · Val-Revermont · Haut-Bocage · Val-d'Arcomie · Saint-Constant-Fournoulès · Le Rouget-Pers · Neussargues en Pinatelle · Mercurol-Veaunes · Solaure-en-Diois · Crêts-en-Belledonne · Autrans-Méaudre-en-Vercors · Les Avenières-Veyrins-Thuellin · Les Abrets-en-Dauphiné · Chalmazel-Jeansagnière · Thoras · Esplantas-Vazeilles · Nonette-Orsonnette · Aulhat-Flat · Chambaron-sur-Morge · Cours · Entrelacs · Les Belleville · Aime-la-Plagne · Salins-Fontaine · La Plagne-Tarentaise · Épagny-Metz-Tessy · Faverges-Seythenex · Val-de-Chaise · Talloires-Montmin · Val-Mont · Sancey · Ornans · Les Premiers-Sapins · Osselle-Routelle · Vaire · Mièges · Lavans-lès-Saint-Claude · Arlay · La Chailleuse · Mignovillard · Val d'Epy · Hauteroche · Nanchez · Hauts-de-Bienne · Vincent-Froideville · Les Trois-Châteaux · Beaulieu · Fragnes-la-Loyère · Le Rousset-Marizy · Charny-Orée-de-Puisaye · Valravillon · Le Val-d'Ocre · Sépeaux-Saint-Romain · Les Vallées-de-la-Vanne · Vermenton · Plœuc-l'Hermitage · Le Mené · Jugon-les-Lacs · Pordic · Lamballe · Les Moulins · Binic-Étables-sur-Mer · Audierne · Saint-Thégonnec-Loc-Éguiner · Guipry-Messac · La Chapelle-du-Lou-du-Lac · Évellys · Theix-Noyalo · Val-d'Oust · Les Villages-Vovéens · Mittainvilliers-Vérigny · Auneau-Bleury-Saint-Symphorien · Gommerville · Theuville · Éole-en-Beauce · Levroux · Val-Fouzon · Saint-Maur · Beauce-la-Romaine · Montrichard-Val-de-Cher · Valencisse · Douchy-Montcorbon · Le Malesherbois · Moret-Loing-et-Orvanne · Quillan · Val-de-Lambronne · Le Bas-Ségala · Saint-Geniez-d'Olt-et-d'Aubrac · Sévérac-d'Aveyron · Argences-en-Aubrac · Conques-en-Rouergue · Laissac-Sévérac-l'Église · Palmas-d'Aveyron · Castelnau-d'Auzan-Labarrère · Sousceyrac-en-Quercy · Montcuq-en-Quercy-Blanc · Cœur-de-Causse · Les Pechs-du-Vers · Saint-Paul-Flaugnac · Naussac-Fontanes · Banassac-Canilhac · Bourgs-sur-Colagne · Florac-Trois-Rivières · Cans-et-Cévennes · Bédouès-Cocurès · Pont-de-Montvert-Sud-Mont-Lozère · Ventalon-en-Cévennes · Gavarnie-Gèdre · Loudenvielle · Bellegarde-Marsal · Fontrieu · Dhuys-et-Morin-en-Brie · Les Septvallons · Vallées-en-Champagne · Ghyvelde · Téteghem-Coudekerque-Village · Bornel · Saint-Augustin (Pas-de-Calais) · Saint-Martin-lez-Tatinghem · Bellinghem · Colomby-Anguerny · Valdallière · Souleuvre-en-Bocage · Condé-en-Normandie · Malherbe-sur-Ajon · Noyers-Missy · Valorbiquet · Le Hom · La Vespière-Friardel · Rots · Val-de-Vie · Seulline · Balleroy-sur-Drôme · Livarot-Pays-d'Auge · Vire-Normandie · Flancourt-Crescy-en-Roumois · Le Thuit-de-l'Oison · Sylvains-les-Moulins · Marbois · Chambois · Mesnils-sur-Iton · Amfreville-Saint-Amand · Bourneville-Sainte-Croix · Sainte-Marie-d'Attez · Clef-Vallée-d'Eure · Vexin-sur-Epte · Le Lesme · Mesnil-en-Ouche · Breteuil · Grand-Bourgtheroulde · Le Bosc-du-Theil · La Baronnie · Le Val-d'Hazey · Tessy-Bocage · Condé-sur-Vire · Torigny-les-Villes · Lessay · Moyon-Villages · Grandparigny · Villedieu-les-Poêles-Rouffigny · Pontorson · Gouville-sur-Mer · Le Parc · La Haye · Montsenelle · Orval-sur-Sienne · Ducey-les-Chéris · Saint-Jean-d'Elle · Quettreville-sur-Sienne · Cherbourg-en-Cotentin · Thèreval · Sainte-Mère-Église · Percy-en-Normandie · Bricquebec-en-Cotentin · Vicq-sur-Mer · Gonneville-le-Theil · Romagny-Fontenay · Le Grippon · Buais-les-Monts · Le Teilleul · Bourgvallées · Sartilly-Baie-Bocage · Mortain-Bocage · Marigny-le-Lozon · Saint-Hilaire-du-Harcouët · Terre-et-Marais · Carentan-les-Marais · Picauville · Sourdeval · Rémalard-en-Perche · Sablons-sur-Huisne · Val-au-Perche · Perche-en-Nocé · Les Monts-d'Andaine · Écouves · Écouché-les-Vallées · La Ferté-en-Ouche · Bagnoles-de-l'Orne-Normandie · Putanges-le-Lac · Sap-en-Auge · Rives-d'Andaine · Athis-Val-de-Rouvre · Cour-Maugis-sur-Huisne · Longny-les-Villages · Domfront-en-Poiraie · Chailloué · Tourouvre-au-Perche · Juvigny-Val-d'Andaine · Passais-Villages · La Ferté-Macé · Forges-les-Eaux · Petit-Caux · Port-Jérôme-sur-Seine · Saint-Martin-de-l'If · Arelaune-en-Seine · Rives-en-Seine · Villeneuve-en-Retz · Divatte-sur-Loire · Vair-sur-Loire · Machecoul-Saint-Même · Chaumes-en-Retz · Loireauxence · Baugé-en-Anjou · Le Lion-d’Angers · Les Bois-d’Anjou · Gennes-Val-de-Loire · Lys-Haut-Layon · Morannes-sur-Sarthe · Bellevigne-en-Layon · Blaison-Saint-Sulpice · Longuenée-en-Anjou · Verrières-en-Anjou · Loire-Authion · Tuffalun · Jarzé-Villages · Beaufort-en-Anjou · Mazé-Milon · Chenillé-Champteussé · Ingrandes-le-Fresne-sur-Loire · Les Garennes sur Loire · Brissac Loire Aubance · Segré-en-Anjou Bleu · Val d’Erdre-Auxence · Doué-en-Anjou · Ombrée d'Anjou · Les Hauts d'Anjou · Noyant-Villages · Sainte-Suzanne-et-Chammes · Loiron-Ruillé · Pré-en-Pail-Saint-Samson · Ballon-Saint-Mars · Tuffé-Val-de-la-Chéronne · Montval-sur-Loir · Essarts-en-Bocage · Mouilleron-Saint-Germain · Bellevigny · Doix-lès-Fontaines · Aubigny-les-Clouzeaux · Montréverd · Sèvremont · Rives-de-l’Yon · Val-d'Oronaye · Val-Buëch-Méouge · Garde-Colombe \| Localisation des communes nouvelles créées en 2016. |
| Grandpré · Bairon-et-ses-Environs · Mouzon · Chémery-Chéhéry · Vouziers · Aix-Villemaur-Pâlis · Aÿ-Champagne · Val-de-Livre · Le Montsaugeonnais · Villegusien-le-Lac · Saints-Geosmes · Rives-Dervoises · La Porte-du-Der · Bourmont-entre-Meuse-et-Mouzon · Ancy-Dornot · Colligny-Maizery · Truchtersheim · Val-de-Moder · Sommerau · Wingersheim-les-Quatre-Bans · Aspach-Michelbach · Kaysersberg-Vignoble · Le Haut-Soultzbach · Bernwiller · Spechbach · Brunstatt-Didenheim · Porte-du-Ried · Illtal · Masevaux-Niederbruck · Granges-Aumontzey · Provenchères-et-Colroy · Capavenir-Vosges · Rouillac · Confolens · Val-des-Vignes · Boisné-la-Tude · Montmérac · Genac-Bignac · Réaux-sur-Trèfle · Essouvert · Malemort · Parsac-Rimondeix · Beaumontois-en-Périgord · Boulazac-Isle-Manoire · Brantôme-en-Périgord · Coux-et-Bigaroque-Mouzens · Parcoul-Chenaud · Pays-de-Belvès · Saint-Aulaye-Puymangou · Sainte-Alvère-Saint-Laurent-les-Bâtons · Sorges-et-Ligueux-en-Périgord · Val-de-Virvée · Saint-Maurice-Étusson · Argentonnay · Val-d'Issoire · Senillé-Saint-Sauveur · Le Poizat-Lalleyriat · Arboys-en-Bugey · Haut Valromey · Champdor-Corcelles · Parves-et-Nattages · Groslée-Saint-Benoît · Val-Revermont · Haut-Bocage · Val-d'Arcomie · Saint-Constant-Fournoulès · Le Rouget-Pers · Neussargues en Pinatelle · Mercurol-Veaunes · Solaure-en-Diois · Crêts-en-Belledonne · Autrans-Méaudre-en-Vercors · Les Avenières-Veyrins-Thuellin · Les Abrets-en-Dauphiné · Chalmazel-Jeansagnière · Thoras · Esplantas-Vazeilles · Nonette-Orsonnette · Aulhat-Flat · Chambaron-sur-Morge · Cours · Entrelacs · Les Belleville · Aime-la-Plagne · Salins-Fontaine · La Plagne-Tarentaise · Épagny-Metz-Tessy · Faverges-Seythenex · Val-de-Chaise · Talloires-Montmin · Val-Mont · Sancey · Ornans · Les Premiers-Sapins · Osselle-Routelle · Vaire · Mièges · Lavans-lès-Saint-Claude · Arlay · La Chailleuse · Mignovillard · Val d'Epy · Hauteroche · Nanchez · Hauts-de-Bienne · Vincent-Froideville · Les Trois-Châteaux · Beaulieu · Fragnes-la-Loyère · Le Rousset-Marizy · Charny-Orée-de-Puisaye · Valravillon · Le Val-d'Ocre · Sépeaux-Saint-Romain · Les Vallées-de-la-Vanne · Vermenton · Plœuc-l'Hermitage · Le Mené · Jugon-les-Lacs · Pordic · Lamballe · Les Moulins · Binic-Étables-sur-Mer · Audierne · Saint-Thégonnec-Loc-Éguiner · Guipry-Messac · La Chapelle-du-Lou-du-Lac · Évellys · Theix-Noyalo · Val-d'Oust · Les Villages-Vovéens · Mittainvilliers-Vérigny · Auneau-Bleury-Saint-Symphorien · Gommerville · Theuville · Éole-en-Beauce · Levroux · Val-Fouzon · Saint-Maur · Beauce-la-Romaine · Montrichard-Val-de-Cher · Valencisse · Douchy-Montcorbon · Le Malesherbois · Moret-Loing-et-Orvanne · Quillan · Val-de-Lambronne · Le Bas-Ségala · Saint-Geniez-d'Olt-et-d'Aubrac · Sévérac-d'Aveyron · Argences-en-Aubrac · Conques-en-Rouergue · Laissac-Sévérac-l'Église · Palmas-d'Aveyron · Castelnau-d'Auzan-Labarrère · Sousceyrac-en-Quercy · Montcuq-en-Quercy-Blanc · Cœur-de-Causse · Les Pechs-du-Vers · Saint-Paul-Flaugnac · Naussac-Fontanes · Banassac-Canilhac · Bourgs-sur-Colagne · Florac-Trois-Rivières · Cans-et-Cévennes · Bédouès-Cocurès · Pont-de-Montvert-Sud-Mont-Lozère · Ventalon-en-Cévennes · Gavarnie-Gèdre · Loudenvielle · Bellegarde-Marsal · Fontrieu · Dhuys-et-Morin-en-Brie · Les Septvallons · Vallées-en-Champagne · Ghyvelde · Téteghem-Coudekerque-Village · Bornel · Saint-Augustin (Pas-de-Calais) · Saint-Martin-lez-Tatinghem · Bellinghem · Colomby-Anguerny · Valdallière · Souleuvre-en-Bocage · Condé-en-Normandie · Malherbe-sur-Ajon · Noyers-Missy · Valorbiquet · Le Hom · La Vespière-Friardel · Rots · Val-de-Vie · Seulline · Balleroy-sur-Drôme · Livarot-Pays-d'Auge · Vire-Normandie · Flancourt-Crescy-en-Roumois · Le Thuit-de-l'Oison · Sylvains-les-Moulins · Marbois · Chambois · Mesnils-sur-Iton · Amfreville-Saint-Amand · Bourneville-Sainte-Croix · Sainte-Marie-d'Attez · Clef-Vallée-d'Eure · Vexin-sur-Epte · Le Lesme · Mesnil-en-Ouche · Breteuil · Grand-Bourgtheroulde · Le Bosc-du-Theil · La Baronnie · Le Val-d'Hazey · Tessy-Bocage · Condé-sur-Vire · Torigny-les-Villes · Lessay · Moyon-Villages · Grandparigny · Villedieu-les-Poêles-Rouffigny · Pontorson · Gouville-sur-Mer · Le Parc · La Haye · Montsenelle · Orval-sur-Sienne · Ducey-les-Chéris · Saint-Jean-d'Elle · Quettreville-sur-Sienne · Cherbourg-en-Cotentin · Thèreval · Sainte-Mère-Église · Percy-en-Normandie · Bricquebec-en-Cotentin · Vicq-sur-Mer · Gonneville-le-Theil · Romagny-Fontenay · Le Grippon · Buais-les-Monts · Le Teilleul · Bourgvallées · Sartilly-Baie-Bocage · Mortain-Bocage · Marigny-le-Lozon · Saint-Hilaire-du-Harcouët · Terre-et-Marais · Carentan-les-Marais · Picauville · Sourdeval · Rémalard-en-Perche · Sablons-sur-Huisne · Val-au-Perche · Perche-en-Nocé · Les Monts-d'Andaine · Écouves · Écouché-les-Vallées · La Ferté-en-Ouche · Bagnoles-de-l'Orne-Normandie · Putanges-le-Lac · Sap-en-Auge · Rives-d'Andaine · Athis-Val-de-Rouvre · Cour-Maugis-sur-Huisne · Longny-les-Villages · Domfront-en-Poiraie · Chailloué · Tourouvre-au-Perche · Juvigny-Val-d'Andaine · Passais-Villages · La Ferté-Macé · Forges-les-Eaux · Petit-Caux · Port-Jérôme-sur-Seine · Saint-Martin-de-l'If · Arelaune-en-Seine · Rives-en-Seine · Villeneuve-en-Retz · Divatte-sur-Loire · Vair-sur-Loire · Machecoul-Saint-Même · Chaumes-en-Retz · Loireauxence · Baugé-en-Anjou · Le Lion-d’Angers · Les Bois-d’Anjou · Gennes-Val-de-Loire · Lys-Haut-Layon · Morannes-sur-Sarthe · Bellevigne-en-Layon · Blaison-Saint-Sulpice · Longuenée-en-Anjou · Verrières-en-Anjou · Loire-Authion · Tuffalun · Jarzé-Villages · Beaufort-en-Anjou · Mazé-Milon · Chenillé-Champteussé · Ingrandes-le-Fresne-sur-Loire · Les Garennes sur Loire · Brissac Loire Aubance · Segré-en-Anjou Bleu · Val d’Erdre-Auxence · Doué-en-Anjou · Ombrée d'Anjou · Les Hauts d'Anjou · Noyant-Villages · Sainte-Suzanne-et-Chammes · Loiron-Ruillé · Pré-en-Pail-Saint-Samson · Ballon-Saint-Mars · Tuffé-Val-de-la-Chéronne · Montval-sur-Loir · Essarts-en-Bocage · Mouilleron-Saint-Germain · Bellevigny · Doix-lès-Fontaines · Aubigny-les-Clouzeaux · Montréverd · Sèvremont · Rives-de-l’Yon · Val-d'Oronaye · Val-Buëch-Méouge · Garde-Colombe                                                           |

Cet article contient la liste des communes nouvelles créées en 2016, c'est-à-dire la liste des communes nouvelles françaises pour lesquelles les arrêtés préfectoraux prononçant la création définissent une date de création comprise entre le 1er janvier 2016 et le 31 décembre 2016.
Cette liste contient 325 communes nouvelles regroupant 1 111 communes.

## Synthèse

### Contexte
La loi no 2010-1563 du 16 décembre 2010 de réforme des collectivités territoriales a substitué au régime antérieur de fusion de communes défini par la loi dite « Marcellin » du 16 juillet 1971 une procédure rénovée de regroupement, aboutissant à la création d’une « commune nouvelle ».
Elle a été complétée en 2015 par une nouvelle loi no 2015-292 du 16 mars 2015 relative à l'amélioration du régime de la commune nouvelle, pour des communes fortes et vivantes, mettant en place des incitations financières temporaires afin de favoriser la création de communes nouvelles avant le 1er janvier 2016.
La loi de finances 2016 modifie la date initialement prévue du 1er janvier 2016 pour les arrêtés de création de communes nouvelles ; elle est prorogée de neuf mois (30 septembre 2016), sur délibérations concordantes prises avant le 30 juin 2016.

### Dénombrement

#### Nombre de communes nouvelles créées en 2016
325 communes nouvelles sont créées en 2016, dont 306 au 1er janvier 2016. Elles regroupent 1 111 communes.

#### Nombre total de communes en France
Au 1er janvier 2016, la France comptait 35 885 communes dont 35 756 en France métropolitaine et 129 dans les DOM :
| Année | Date               | France métropolitaine | France métropolitaine | France métropolitaine    | DOM | France entière |
| Année | Date               | Communes nouvelles    | Communes regroupées   | Nombre total de communes | DOM | France entière |
| ----- | ------------------ | --------------------- | --------------------- | ------------------------ | --- | -------------- |
| 2015  | 31 décembre 2015   | 31 décembre 2015      | 31 décembre 2015      | 36 464                   | 129 | 36 593         |
| 2016  | 1er janvier 2016   | 306                   | 1 014                 | 35 756                   | 129 | 35 885         |
| 2016  | 12 janvier 2016    | 1                     | 2                     | 35 755                   | 129 | 35 884         |
| 2016  | 1er mars 2016      | 1                     | 2                     | 35 754                   | 129 | 35 883         |
| 2016  | 1er avril 2016     | 2                     | 5                     | 35 751                   | 129 | 35 880         |
| 2016  | 1er juin 2016      | 4                     | 9                     | 35 746                   | 129 | 35 875         |
| 2016  | 1er septembre 2016 | 1                     | 2                     | 35 745                   | 129 | 35 874         |
| 2016  | 1er octobre 2016   | 1                     | 3                     | 35 743                   | 129 | 35 872         |
| 2016  | 1er décembre 2016  | 1                     | 5                     | 35 739                   | 129 | 35 868         |
| 2016  | 15 décembre 2016   | 7                     | 61                    | 35 685                   | 129 | 35 814         |
| 2016  | 30 décembre 2016   | 1                     | 8                     | 35 678                   | 129 | 35 807         |
| Total | Total              | 325                   | 1 111                 |                          |     |                |

### Population des communes nouvelles
Huit communes nouvelles créées en 2016 ont plus de 10 000 habitants : une plus de 80 000 habitants (Cherbourg-en-Cotentin) et sept de 10 000 à 20 000 habitants (Vire-Normandie, Loire-Authion, Lamballe, Baugé-en-Anjou, Brissac Loire Aubance, Segré-en-Anjou Bleu et Doué-en-Anjou).

## Liste détaillée
L’article L. 2113-6 du code général des collectivités territoriales précise que « l'arrêté du représentant de l'État dans le département prononçant la création de la commune nouvelle détermine le nom de la commune nouvelle, le cas échéant au vu des avis émis par les conseils municipaux, fixe la date de création et en complète, en tant que de besoin, les modalités ». Le tableau suivant présente ces indicateurs pour chacune des communes nouvelles créées en 2016 : nom, date de l'arrêté prononçant la création, date de création et quelques modalités (existence de communes déléguées, chef-lieu) ou informations complémentaires (population).
| Département             | Nombre | Commune nouvelle                       | Commune nouvelle | Commune nouvelle             | Commune nouvelle | Anciennes communes         | Anciennes communes | Anciennes communes        | Arrêté préfectoral portant création                                                | Date de création   |
| Département             | Nombre | Noms                                   | Code Insee       | Chef-lieu                    | Population 2012  | Nombre                     | Noms | Déléguées                 | Arrêté préfectoral portant création                                                | Date de création   |
| ----------------------- | ------ | -------------------------------------- | ---------------- | ---------------------------- | ---------------- | -------------------------- | --- | ------------------------- | ---------------------------------------------------------------------------------- | ------------------ |
| Ain                     | 7      | Arboys en Bugey                        | 01015            | Arbignieu                    | 621              | 2                          | Arbignieu et Saint-Bois | oui                       | 29 septembre 2015                                                                  | 1er janvier 2016   |
| Ain                     | 7      | Champdor-Corcelles                     | 01080            | Champdor                     | 704              | 2                          | Champdor et Corcelles | oui                       | 27 novembre 2015                                                                   | 1er janvier 2016   |
| Ain                     | 7      | Haut Valromey                          | 01187            | Hotonnes                     | 681              | 4                          | Le Grand-Abergement, Hotonnes, Le Petit-Abergement et Songieu | non                       | 29 septembre 2015                                                                  | 1er janvier 2016   |
| Ain                     | 7      | Le Poizat-Lalleyriat                   | 01204            | Lalleyriat                   | 695              | 2                          | Lalleyriat et Le Poizat | oui                       | 15 septembre 2015                                                                  | 1er janvier 2016   |
| Ain                     | 7      | Parves et Nattages                     | 01286            | Parves                       | 940              | 2                          | Nattages et Parves | oui                       | 24 décembre 2015                                                                   | 1er janvier 2016   |
| Ain                     | 7      | Groslée-Saint-Benoit                   | 01338            | Saint-Benoît                 | 1 167            | 2                          | Groslée et Saint-Benoît | oui                       | 30 décembre 2015                                                                   | 1er janvier 2016   |
| Ain                     | 7      | Val-Revermont                          | 01426            | Treffort-Cuisiat             | 2 499            | 2 (3 communes déléguées)   | Pressiat et Treffort-Cuisiat L'ancienne commune associée de Cuisiat est maintenue en tant que commune déléguée. | oui                       | 4 décembre 2015                                                                    | 1er janvier 2016   |
| Aisne                   | 3      | Vallées en Champagne                   | 02053            | Baulne-en-Brie               | 557              | 3                          | Baulne-en-Brie, La Chapelle-Monthodon et Saint-Agnan | oui                       | 23 novembre 2015                                                                   | 1er janvier 2016   |
| Aisne                   | 3      | Les Septvallons                        | 02439            | Longueval-Barbonval          | 1 192            | 7                          | Glennes, Longueval-Barbonval, Merval, Perles, Révillon, Vauxcéré et Villers-en-Prayères | oui                       | 9 novembre 2015                                                                    | 1er janvier 2016   |
| Aisne                   | 3      | Dhuys et Morin-en-Brie                 | 02458            | Marchais-en-Brie             | 814              | 4                          | Artonges, La Celle-sous-Montmirail, Fontenelle-en-Brie et Marchais-en-Brie | oui                       | 10 septembre 2015                                                                  | 1er janvier 2016   |
| Allier                  | 1      | Haut-Bocage                            | 03158            | Maillet                      | 945              | 3                          | Givarlais, Louroux-Hodement et Maillet | oui                       | 17 décembre 2015                                                                   | 1er janvier 2016   |
| Alpes-de-Haute-Provence | 1      | Val d'Oronaye                          | 04120            | Meyronnes                    | 121              | 2                          | Larche et Meyronnes | oui                       | 14 décembre 2015                                                                   | 1er janvier 2016   |
| Hautes-Alpes            | 2      | Garde-Colombe                          | 05053            | Eyguians                     | 542              | 3                          | Eyguians, Lagrand et Saint-Genis | non                       | 2 octobre 2015                                                                     | 1er janvier 2016   |
| Hautes-Alpes            | 2      | Val Buëch-Méouge                       | 05118            | Ribiers                      | 1 299            | 3                          | Antonaves, Châteauneuf-de-Chabre et Ribiers | oui                       | 27 août 2015                                                                       | 1er janvier 2016   |
| Ardennes                | 5      | Chémery-Chéhéry                        | 08115            | Chémery-sur-Bar              | 556              | 2                          | Chéhéry et Chémery-sur-Bar | oui                       | 29 décembre 2015,                                                                  | 1er janvier 2016   |
| Ardennes                | 5      | Bairon et ses environs                 | 08116            | Le Chesne                    | 1 103            | 3                          | Les Alleux, Le Chesne et Louvergny | oui                       | 30 novembre 2015                                                                   | 1er janvier 2016   |
| Ardennes                | 5      | Grandpré                               | 08198            | Grandpré                     | 589              | 2                          | Grandpré et Termes | oui                       | 10 novembre 2015                                                                   | 1er janvier 2016   |
| Ardennes                | 5      | Mouzon                                 | 08311            | Mouzon                       | 2 423            | 2                          | Amblimont et Mouzon | oui                       | 14 décembre 2015                                                                   | 1er janvier 2016   |
| Ardennes                | 5      | Vouziers                               | 08490            | Vouziers                     | 4 456            | 3                          | Terron-sur-Aisne, Vouziers et Vrizy | oui                       | 9 mai 2016                                                                         | 1er juin 2016      |
| Aube                    | 1      | Aix-Villemaur-Pâlis                    | 10003            | Aix-en-Othe                  | 3 593            | 3                          | Aix-en-Othe, Palis et Villemaur-sur-Vanne | oui                       | 15 décembre 2015                                                                   | 1er janvier 2016   |
| Aude                    | 2      | Val de Lambronne                       | 11080            | Caudeval                     | 209              | 2                          | Caudeval et Gueytes-et-Labastide | oui                       | 12 novembre 2015                                                                   | 1er janvier 2016   |
| Aude                    | 2      | Quillan                                | 11304            | Quillan                      | 3 448            | 2                          | Brenac et Quillan | oui                       | 21 décembre 2015                                                                   | 1er janvier 2016   |
| Aveyron                 | 7      | Le Bas Ségala                          | 12021            | La Bastide-l'Évêque          | 1 650            | 3                          | La Bastide-l'Évêque, Saint-Salvadou et Vabre-Tizac | oui                       | 6 novembre 2015                                                                    | 1er janvier 2016   |
| Aveyron                 | 7      | Conques-en-Rouergue                    | 12076            | Conques                      | 1 694            | 4                          | Conques, Grand-Vabre, Noailhac et Saint-Cyprien-sur-Dourdou | oui                       | 19 novembre 2015                                                                   | 1er janvier 2016   |
| Aveyron                 | 7      | Laissac-Sévérac l'Église               | 12120            | Laissac                      | 2 058            | 2                          | Laissac et Sévérac-l'Église | non                       | 25 novembre 2015                                                                   | 1er janvier 2016   |
| Aveyron                 | 7      | Palmas d'Aveyron                       | 12177            | Palmas                       | 1 038            | 3                          | Coussergues, Cruéjouls et Palmas | oui                       | 30 novembre 2015                                                                   | 1er janvier 2016   |
| Aveyron                 | 7      | Argences en Aubrac                     | 12223            | Sainte-Geneviève-sur-Argence | 1 717            | 6                          | Alpuech, Graissac, Lacalm, Sainte-Geneviève-sur-Argence, La Terrisse et Vitrac-en-Viadène | non                       | 18 novembre 2015                                                                   | 1er janvier 2016   |
| Aveyron                 | 7      | Saint Geniez d'Olt et d'Aubrac         | 12224            | Saint-Geniez-d'Olt           | 2 147            | 2                          | Aurelle-Verlac et Saint-Geniez-d'Olt | oui                       | 6 novembre 2015                                                                    | 1er janvier 2016   |
| Aveyron                 | 7      | Sévérac d'Aveyron                      | 12270            | Sévérac-le-Château           | 4 063            | 5                          | Buzeins, Lapanouse, Lavernhe, Recoules-Prévinquières et Sévérac-le-Château | oui                       | 6 novembre 2015                                                                    | 1er janvier 2016   |
| Calvados                | 15     | Colomby-Anguerny                       | 14014            | Anguerny                     | 1 144            | 2                          | Anguerny et Colomby-sur-Thaon | non                       | 30 septembre 2015                                                                  | 1er janvier 2016   |
| Calvados                | 15     | Balleroy-sur-Drôme                     | 14035            | Balleroy                     | 1 421            | 2                          | Balleroy et Vaubadon | oui                       | 23 décembre 2015                                                                   | 1er janvier 2016   |
| Calvados                | 15     | Malherbe-sur-Ajon                      | 14037            | Banneville-sur-Ajon          | 497              | 2                          | Banneville-sur-Ajon et Saint-Agnan-le-Malherbe | non                       | 9 décembre 2015                                                                    | 1er janvier 2016   |
| Calvados                | 15     | Souleuvre en Bocage                    | 14061            | Le Bény-Bocage               | 8 593            | 20                         | Beaulieu, Le Bény-Bocage, Bures-les-Monts, Campeaux, Carville, Étouvy, La Ferrière-Harang, La Graverie, Malloué, Montamy, Mont-Bertrand, Montchauvet, Le Reculey, Saint-Denis-Maisoncelles, Sainte-Marie-Laumont, Saint-Martin-des-Besaces, Saint-Martin-Don, Saint-Ouen-des-Besaces, Saint-Pierre-Tarentaine et Le Tourneur                                                                    | oui                       | 1er décembre 2015                                                                  | 1er janvier 2016   |
| Calvados                | 15     | Condé-en-Normandie                     | 14174            | Condé-sur-Noireau            | 7 260            | 6                          | La Chapelle-Engerbold, Condé-sur-Noireau, Lénault, Proussy, Saint-Germain-du-Crioult et Saint-Pierre-la-Vieille | oui                       | 1er décembre 2015                                                                  | 1er janvier 2016   |
| Calvados                | 15     | Livarot-Pays-d'Auge                    | 14371            | Livarot                      | 6 501            | 22                         | Auquainville, Les Autels-Saint-Bazile, Bellou, Cerqueux, Cheffreville-Tonnencourt, La Croupte, Familly, Fervaques, Heurtevent, Livarot, Le Mesnil-Bacley, Le Mesnil-Durand, Le Mesnil-Germain, Meulles, Les Moutiers-Hubert, Notre-Dame-de-Courson, Préaux-Saint-Sébastien, Sainte-Marguerite-des-Loges, Saint-Martin-du-Mesnil-Oury, Saint-Michel-de-Livet, Saint-Ouen-le-Houx et Tortisambert | oui                       | 24 décembre 2015                                                                   | 1er janvier 2016   |
| Calvados                | 15     | Noyers-Missy                           | 14475            | Noyers-Bocage                | 1 644            | 2                          | Missy et Noyers-Bocage | oui                       | 9 décembre 2015                                                                    | 1er janvier 2016   |
| Calvados                | 15     | Rots                                   | 14543            | Rots                         | 2 400            | 3                          | Lasson, Rots et Secqueville-en-Bessin | oui                       | 22 décembre 2015                                                                   | 1er janvier 2016   |
| Calvados                | 15     | Valorbiquet                            | 14570            | Saint-Cyr-du-Ronceray        | 2 436            | 5                          | La Chapelle-Yvon, Saint-Cyr-du-Ronceray, Saint-Julien-de-Mailloc, Saint-Pierre-de-Mailloc et Tordouet | oui                       | 9 décembre 2015                                                                    | 1er janvier 2016   |
| Calvados                | 15     | Val-de-Vie                             | 14576            | Sainte-Foy-de-Montgommery    | 545              | 4                          | La Brévière, La Chapelle-Haute-Grue, Sainte-Foy-de-Montgommery et Saint-Germain-de-Montgommery | oui                       | 22 décembre 2015                                                                   | 1er janvier 2016   |
| Calvados                | 15     | Seulline                               | 14579            | Saint-Georges-d'Aunay        | 1 089            | 2                          | Coulvain et Saint-Georges-d'Aunay | oui                       | 17 décembre 2015                                                                   | 1er janvier 2016   |
| Calvados                | 15     | Le Hom                                 | 14689            | Thury-Harcourt               | 3 638            | 5                          | Caumont-sur-Orne, Curcy-sur-Orne, Hamars, Saint-Martin-de-Sallen et Thury-Harcourt | oui                       | 22 décembre 2015                                                                   | 1er janvier 2016   |
| Calvados                | 15     | Valdallière                            | 14726            | Vassy                        | 6 060            | 14                         | Bernières-le-Patry, Burcy, Chênedollé, Le Désert, Estry, Montchamp, Pierres, Presles, La Rocque, Rully, Saint-Charles-de-Percy, Le Theil-Bocage, Vassy et Viessoix | oui                       | 13 octobre 2015                                                                    | 1er janvier 2016   |
| Calvados                | 15     | La Vespière-Friardel                   | 14740            | La Vespière                  | 1 238            | 2                          | Friardel et La Vespière | non                       | 22 décembre 2015                                                                   | 1er janvier 2016   |
| Calvados                | 15     | Vire Normandie                         | 14762            | Vire                         | 17 884           | 8                          | Coulonces, Maisoncelles-la-Jourdan, Roullours, Saint-Germain-de-Tallevende-la-Lande-Vaumont, Truttemer-le-Grand, Truttemer-le-Petit, Vaudry et Vire | oui                       | 31 décembre 2015                                                                   | 1er janvier 2016   |
| Cantal                  | 4      | Val d'Arcomie                          | 15108            | Loubaresse                   | 998              | 4                          | Faverolles, Loubaresse, Saint-Just et Saint-Marc | oui                       | 30 septembre 2015                                                                  | 1er janvier 2016   |
| Cantal                  | 4      | Saint-Constant-Fournoulès              | 15181            | Saint-Constant               | 623              | 2                          | Fournoulès et Saint-Constant | oui                       | 4 décembre 2015                                                                    | 1er janvier 2016   |
| Cantal                  | 4      | Le Rouget-Pers                         | 15268            | Le Rouget                    | 1 262            | 2                          | Pers et Le Rouget | oui                       | 4 décembre 2015                                                                    | 1er janvier 2016   |
| Cantal                  | 4      | Neussargues en Pinatelle               | 15141            | Neussargues-Moissac          | 1 889            | 5                          | Celles, Chalinargues, Chavagnac, Neussargues-Moissac et Sainte-Anastasie | oui                       | 21 septembre 2016 ,                                                                | 1er décembre 2016  |
| Charente                | 6      | Boisné-La Tude                         | 16082            | Charmant                     | 707              | 3                          | Charmant, Chavenat et Juillaguet | oui                       | 17 novembre 2015                                                                   | 1er janvier 2016   |
| Charente                | 6      | Confolens                              | 16106            | Confolens                    | 2 726            | 2                          | Confolens et Saint-Germain-de-Confolens | oui                       | 28 septembre 2015,                                                                 | 1er janvier 2016   |
| Charente                | 6      | Genac-Bignac                           | 16148            | Genac                        | 986              | 2                          | Bignac et Genac | non                       | 10 décembre 2015                                                                   | 1er janvier 2016   |
| Charente                | 6      | Val des Vignes                         | 16175            | Jurignac                     | 1 352            | 4                          | Aubeville, Jurignac, Mainfonds et Péreuil | non                       | 5 octobre 2015                                                                     | 1er janvier 2016   |
| Charente                | 6      | Montmérac                              | 16224            | Montchaude                   | 730              | 2                          | Lamérac et Montchaude | oui                       | 10 décembre 2015                                                                   | 1er janvier 2016   |
| Charente                | 6      | Rouillac                               | 16286            | Rouillac                     | 2 261            | 3                          | Plaizac, Rouillac et Sonneville | oui                       | 25 septembre 2015                                                                  | 1er janvier 2016   |
| Charente-Maritime       | 2      | Essouvert                              | 17277            | Saint-Denis-du-Pin           | 1 147            | 2                          | La Benâte et Saint-Denis-du-Pin | oui                       | 6 novembre 2015                                                                    | 1er janvier 2016   |
| Charente-Maritime       | 2      | Réaux sur Trèfle                       | 17295            | Réaux                        | 774              | 3                          | Moings, Réaux et Saint-Maurice-de-Tavernole | non                       | 6 juillet 2015                                                                     | 1er janvier 2016   |
| Corrèze                 | 1      | Malemort                               | 19123            | Malemort-sur-Corrèze         | 8 097            | 2                          | Malemort-sur-Corrèze et Venarsal | oui                       | 14 novembre 2015                                                                   | 1er janvier 2016   |
| Côte-d'Or               | 1      | Val-Mont                               | 21327            | Jours-en-Vaux                | 273              | 2                          | Ivry-en-Montagne et Jours-en-Vaux | non                       | 23 décembre 2015                                                                   | 1er janvier 2016   |
| Côtes-d'Armor           | 7      | Le Mené                                | 22046            | Collinée                     | 6 453            | 7                          | Collinée, Le Gouray, Langourla, Plessala, Saint-Gilles-du-Mené, Saint-Gouéno et Saint-Jacut-du-Mené | oui                       | 5 octobre 2015                                                                     | 1er janvier 2016   |
| Côtes-d'Armor           | 7      | Jugon-les-Lacs - Commune nouvelle      | 22084            | Jugon-les-Lacs               | 2 470            | 2                          | Dolo et Jugon-les-Lacs | oui                       | 27 novembre 2015                                                                   | 1er janvier 2016   |
| Côtes-d'Armor           | 7      | Lamballe                               | 22093            | Lamballe                     | 13 322           | 2                          | Lamballe et Meslin | oui                       | 9 décembre 2015                                                                    | 1er janvier 2016   |
| Côtes-d'Armor           | 7      | Les Moulins                            | 22183            | Plémet                       | 3 590            | 2                          | La Ferrière et Plémet | oui                       | 9 décembre 2015                                                                    | 1er janvier 2016   |
| Côtes-d'Armor           | 7      | Plœuc-L'Hermitage                      | 22203            | Plœuc-sur-Lié                | 4 046            | 2                          | L'Hermitage-Lorge et Plœuc-sur-Lié | oui                       | 30 septembre 2015                                                                  | 1er janvier 2016   |
| Côtes-d'Armor           | 7      | Pordic                                 | 22251            | Pordic                       | 6 823            | 2                          | Pordic et Tréméloir | non                       | 27 novembre 2015                                                                   | 1er janvier 2016   |
| Côtes-d'Armor           | 7      | Binic-Étables-sur-Mer                  | 22055            | Étables-sur-Mer              | 6 847            | 2                          | Binic et Étables-sur-Mer | oui                       | 18 février 2016                                                                    | 1er mars 2016      |
| Creuse                  | 1      | Parsac-Rimondeix                       | 23149            | Parsac                       | 683              | 2                          | Parsac et Rimondeix | oui                       | 23 septembre 2015                                                                  | 1er janvier 2016   |
| Dordogne                | 9      | Beaumontois en Périgord                | 24028            | Beaumont-du-Périgord         | 1 937            | 4                          | Beaumont-du-Périgord, Labouquerie, Nojals-et-Clotte et Sainte-Sabine-Born | oui                       | 29 décembre 2015                                                                   | 1er janvier 2016   |
| Dordogne                | 9      | Pays de Belvès                         | 24035            | Belvès                       | 1 521            | 2                          | Belvès et Saint-Amand-de-Belvès | oui                       | 21 décembre 2015                                                                   | 1er janvier 2016   |
| Dordogne                | 9      | Boulazac Isle Manoire                  | 24053            | Boulazac                     | 9 585            | 3                          | Atur, Boulazac et Saint-Laurent-sur-Manoire | oui                       | 14 décembre 2015                                                                   | 1er janvier 2016   |
| Dordogne                | 9      | Brantôme en Périgord                   | 24064            | Brantôme                     | 2 261            | 2                          | Brantôme et Saint-Julien-de-Bourdeilles | oui                       | 14 décembre 2015                                                                   | 1er janvier 2016   |
| Dordogne                | 9      | Coux et Bigaroque-Mouzens              | 24142            | Coux-et-Bigaroque            | 1 216            | 2                          | Coux-et-Bigaroque et Mouzens | non                       | 21 décembre 2015                                                                   | 1er janvier 2016   |
| Dordogne                | 9      | Parcoul-Chenaud                        | 24316            | Parcoul                      | 714              | 2                          | Chenaud et Parcoul | oui                       | 14 décembre 2015                                                                   | 1er janvier 2016   |
| Dordogne                | 9      | Sainte-Alvère-Saint-Laurent Les Bâtons | 24362            | Sainte-Alvère                | 1 063            | 2                          | Sainte-Alvère et Saint-Laurent-des-Bâtons | oui                       | 22 octobre 2015                                                                    | 1er janvier 2016   |
| Dordogne                | 9      | Saint Aulaye-Puymangou                 | 24376            | Saint-Aulaye                 | 1 457            | 2                          | Puymangou et Saint-Aulaye | oui                       | 14 décembre 2015                                                                   | 1er janvier 2016   |
| Dordogne                | 9      | Sorges et Ligueux en Périgord          | 24540            | Sorges                       | 1 613            | 2                          | Ligueux et Sorges | oui                       | 21 décembre 2015                                                                   | 1er janvier 2016   |
| Doubs                   | 5      | Les Premiers Sapins                    | 25424            | Nods                         | 1 506            | 6                          | Athose, Chasnans, Hautepierre-le-Châtelet, Nods, Rantechaux et Vanclans | non                       | 30 novembre 2015                                                                   | 1er janvier 2016   |
| Doubs                   | 5      | Ornans                                 | 25434            | Ornans                       | 4 370            | 2                          | Bonnevaux-le-Prieuré et Ornans | oui                       | 6 novembre 2015                                                                    | 1er janvier 2016   |
| Doubs                   | 5      | Osselle-Routelle                       | 25438            | Osselle                      | 905              | 2                          | Osselle et Routelle | oui                       | 21 décembre 2015                                                                   | 1er janvier 2016   |
| Doubs                   | 5      | Sancey                                 | 25529            | Sancey-le-Grand              | 1 276            | 2                          | Sancey-le-Grand et Sancey-le-Long | non                       | 23 septembre 2015                                                                  | 1er janvier 2016   |
| Doubs                   | 5      | Vaire                                  | 25575            | Vaire-Arcier                 | 768              | 2                          | Vaire-Arcier et Vaire-le-Petit | non                       | 12 mai 2016                                                                        | 1er juin 2016      |
| Drôme                   | 2      | Solaure en Diois                       | 26001            | Aix-en-Diois                 | 465              | 2                          | Aix-en-Diois et Molières-Glandaz | oui                       | 18 décembre 2015                                                                   | 1er janvier 2016   |
| Drôme                   | 2      | Mercurol-Veaunes                       | 26179            | Mercurol                     | 2 512            | 2                          | Mercurol et Veaunes | oui                       | 26 novembre 2015                                                                   | 1er janvier 2016   |
| Eure                    | 18     | Amfreville-Saint-Amand                 | 27011            | Amfreville-la-Campagne       | 1 200            | 2                          | Amfreville-la-Campagne et Saint-Amand-des-Hautes-Terres | oui                       | 23 novembre 2015                                                                   | 1er janvier 2016   |
| Eure                    | 18     | Le Val d'Hazey                         | 27022            | Aubevoye                     | 5 474            | 3                          | Aubevoye, Sainte-Barbe-sur-Gaillon et Vieux-Villez | oui                       | 17 décembre 2015                                                                   | 1er janvier 2016   |
| Eure                    | 18     | Chambois                               | 27032            | Avrilly                      | 1 298            | 3                          | Avrilly, Corneuil et Thomer-la-Sôgne | non                       | 23 novembre 2015                                                                   | 1er janvier 2016   |
| Eure                    | 18     | Mesnil-en-Ouche                        | 27049            | Beaumesnil                   | 4 765            | 16                         | Ajou, La Barre-en-Ouche, Beaumesnil, Bosc-Renoult-en-Ouche, Épinay, Gisay-la-Coudre, Gouttières, Granchain, Jonquerets-de-Livet, Landepéreuse, La Roussière, Saint-Aubin-des-Hayes, Saint-Aubin-le-Guichard, Sainte-Marguerite-en-Ouche, Saint-Pierre-du-Mesnil et Thevray | oui                       | 9 décembre 2015                                                                    | 1er janvier 2016   |
| Eure                    | 18     | Flancourt-Crescy-en-Roumois            | 27085            | Bosc-Bénard-Crescy           | 1 243            | 3                          | Bosc-Bénard-Crescy, Épreville-en-Roumois et Flancourt-Catelon | non                       | 14 octobre 2015                                                                    | 1er janvier 2016   |
| Eure                    | 18     | Grand Bourgtheroulde                   | 27105            | Bourgtheroulde-Infreville    | 3 523            | 3                          | Bosc-Bénard-Commin, Bourgtheroulde-Infreville et Thuit-Hébert | non                       | 9 décembre 2015                                                                    | 1er janvier 2016   |
| Eure                    | 18     | Bourneville-Sainte-Croix               | 27107            | Bourneville                  | 1 210            | 2                          | Bourneville et Sainte-Croix-sur-Aizier | oui                       | 23 novembre 2015                                                                   | 1er janvier 2016   |
| Eure                    | 18     | Breteuil                               | 27112            | Breteuil                     | 4 553            | 3                          | Breteuil, Cintray et La Guéroulde | oui                       | 9 décembre 2015                                                                    | 1er janvier 2016   |
| Eure                    | 18     | Marbois                                | 27157            | Le Chesne                    | 1 292            | 4                          | Chanteloup, Le Chesne, Les Essarts et Saint-Denis-du-Béhélan | non                       | 23 novembre 2015                                                                   | 1er janvier 2016   |
| Eure                    | 18     | Clef Vallée d'Eure                     | 27191            | La Croix-Saint-Leufroy       | 2 376            | 3                          | La Croix-Saint-Leufroy, Écardenville-sur-Eure et Fontaine-Heudebourg | non                       | 4 décembre 2015                                                                    | 1er janvier 2016   |
| Eure                    | 18     | Mesnils-sur-Iton                       | 27198            | Damville                     | 4 469            | 6                          | Condé-sur-Iton, Damville, Gouville, Manthelon, Le Roncenay-Authenay et Le Sacq | oui                       | 23 novembre 2015                                                                   | 1er janvier 2016   |
| Eure                    | 18     | Vexin-sur-Epte                         | 27213            | Écos                         | 6 051            | 14                         | Berthenonville, Bus-Saint-Rémy, Cahaignes, Cantiers, Civières, Dampsmesnil, Écos, Fontenay-en-Vexin, Forêt-la-Folie, Fourges, Fours-en-Vexin, Guitry, Panilleuse et Tourny | oui                       | 4 décembre 2015                                                                    | 1er janvier 2016   |
| Eure                    | 18     | La Baronnie                            | 27277            | Garencières                  | 682              | 2                          | Garencières et Quessigny | oui                       | 17 décembre 2015                                                                   | 1er janvier 2016   |
| Eure                    | 18     | Le Bosc du Theil                       | 27302            | Le Gros-Theil                | 1 247            | 2                          | Le Gros-Theil et Saint-Nicolas-du-Bosc | non                       | 17 décembre 2015                                                                   | 1er janvier 2016   |
| Eure                    | 18     | Le Lesme                               | 27565            | Sainte-Marguerite-de-l'Autel | 649              | 2                          | Guernanville et Sainte-Marguerite-de-l'Autel | non                       | 4 décembre 2015                                                                    | 1er janvier 2016   |
| Eure                    | 18     | Sainte-Marie-d'Attez                   | 27578            | Saint-Ouen-d'Attez           | 541              | 3                          | Dame-Marie, Saint-Nicolas-d'Attez et Saint-Ouen-d'Attez | oui                       | 23 novembre 2015                                                                   | 1er janvier 2016   |
| Eure                    | 18     | Le Thuit de l'Oison                    | 27638            | Le Thuit-Signol              | 3 340            | 3                          | Le Thuit-Anger, Le Thuit-Signol et Le Thuit-Simer | non                       | 14 octobre 2015                                                                    | 1er janvier 2016   |
| Eure                    | 18     | Sylvains-Lès-Moulins                   | 27693            | Sylvains-les-Moulins         | 1 284            | 2                          | Sylvains-les-Moulins et Villalet | non                       | 14 octobre 2015                                                                    | 1er janvier 2016   |
| Eure-et-Loir            | 6      | Auneau-Bleury-Saint-Symphorien         | 28015            | Auneau                       | 5 512            | 2                          | Auneau et Bleury-Saint-Symphorien | oui                       | 20 novembre 2015                                                                   | 1er janvier 2016   |
| Eure-et-Loir            | 6      | Gommerville                            | 28183            | Gommerville                  | 666              | 2                          | Gommerville et Orlu | non                       | 26 novembre 2015                                                                   | 1er janvier 2016   |
| Eure-et-Loir            | 6      | Mittainvilliers-Vérigny                | 28254            | Mittainvilliers              | 814              | 2                          | Mittainvilliers et Vérigny | non                       | 30 septembre 2015                                                                  | 1er janvier 2016   |
| Eure-et-Loir            | 6      | Theuville                              | 28383            | Theuville                    | 675              | 2                          | Pézy et Theuville | non                       | 10 décembre 2015                                                                   | 1er janvier 2016   |
| Eure-et-Loir            | 6      | Éole-en-Beauce                         | 28406            | Viabon                       | 1 025            | 4                          | Baignolet, Fains-la-Folie, Germignonville et Viabon | oui                       | 17 décembre 2015                                                                   | 1er janvier 2016   |
| Eure-et-Loir            | 6      | Les Villages Vovéens                   | 28422            | Voves                        | 3 760            | 4                          | Montainville, Rouvray-Saint-Florentin, Villeneuve-Saint-Nicolas et Voves | oui                       | 30 septembre 2015                                                                  | 1er janvier 2016   |
| Finistère               | 2      | Audierne                               | 29003            | Audierne                     | 3 742            | 2                          | Audierne et Esquibien | oui                       | 16 octobre 2015                                                                    | 1er janvier 2016   |
| Finistère               | 2      | Saint-Thégonnec Loc-Eguiner            | 29266            | Saint-Thégonnec              | 2 949            | 2                          | Loc-Eguiner-Saint-Thégonnec et Saint-Thégonnec | oui                       | 23 décembre 2015                                                                   | 1er janvier 2016   |
| Gers                    | 1      | Castelnau d'Auzan Labarrère            | 32079            | Castelnau-d'Auzan            | 1 270            | 2                          | Castelnau-d'Auzan et Labarrère | oui                       | 8 décembre 2015                                                                    | 1er janvier 2016   |
| Gironde                 | 1      | Val de Virvée                          | 33018            | Aubie-et-Espessas            | 3 229            | 3                          | Aubie-et-Espessas, Saint-Antoine et Salignac | oui                       | 11 décembre 2015                                                                   | 1er janvier 2016   |
| Ille-et-Vilaine         | 2      | La Chapelle du Lou du Lac              | 35060            | La Chapelle-du-Lou           | 899              | 2                          | La Chapelle-du-Lou et Le Lou-du-Lac | non                       | 23 septembre 2015                                                                  | 1er janvier 2016   |
| Ille-et-Vilaine         | 2      | Guipry-Messac                          | 35176            | Messac                       | 6 622            | 2                          | Guipry et Messac | non                       | 23 juillet 2015                                                                    | 1er janvier 2016   |
| Indre                   | 3      | Levroux                                | 36093            | Levroux                      | 2 999            | 2                          | Levroux et Saint-Martin-de-Lamps | oui                       | 25 septembre 2015                                                                  | 1er janvier 2016   |
| Indre                   | 3      | Saint-Maur                             | 36202            | Saint-Maur                   | 3 519            | 2                          | Saint-Maur et Villers-les-Ormes | oui                       | 11 décembre 2015                                                                   | 1er janvier 2016   |
| Indre                   | 3      | Val-Fouzon                             | 36229            | Varennes-sur-Fouzon          | 1 042            | 3                          | Parpeçay, Sainte-Cécile et Varennes-sur-Fouzon | oui                       | 1er décembre 2015                                                                  | 1er janvier 2016   |
| Isère                   | 4      | Les Abrets en Dauphiné                 | 38001            | Les Abrets                   | 6 298            | 3                          | Les Abrets, La Bâtie-Divisin et Fitilieu | oui                       | 30 décembre 2015                                                                   | 1er janvier 2016   |
| Isère                   | 4      | Les Avenières Veyrins-Thuellin         | 38022            | Les Avenières                | 7 386            | 2                          | Les Avenières et Veyrins-Thuellin | oui                       | 2 décembre 2015                                                                    | 1er janvier 2016   |
| Isère                   | 4      | Autrans-Méaudre en Vercors             | 38225            | Méaudre                      | 2 996            | 2                          | Autrans et Méaudre | oui                       | 20 novembre 2015                                                                   | 1er janvier 2016   |
| Isère                   | 4      | Crêts en Belledonne                    | 38439            | Saint-Pierre-d'Allevard      | 3 283            | 2                          | Morêtel-de-Mailles et Saint-Pierre-d'Allevard | non                       | 27 octobre 2015                                                                    | 1er janvier 2016   |
| Jura                    | 11     | Arlay                                  | 39017            | Arlay                        | 1 227            | 2                          | Arlay et Saint-Germain-lès-Arlay | oui                       | 28 octobre 2015                                                                    | 1er janvier 2016   |
| Jura                    | 11     | La Chailleuse                          | 39021            | Arthenas                     | 602              | 4                          | Arthenas, Essia, Saint-Laurent-la-Roche et Varessia | non                       | 28 octobre 2015                                                                    | 1er janvier 2016   |
| Jura                    | 11     | Nanchez                                | 39130            | Chaux-des-Prés               | 489              | 2                          | Chaux-des-Prés et Prénovel | oui                       | 14 décembre 2015                                                                   | 1er janvier 2016   |
| Jura                    | 11     | Hauteroche                             | 39177            | Crançot                      | 970              | 3                          | Crançot, Granges-sur-Baume et Mirebel | non                       | 4 décembre 2015                                                                    | 1er janvier 2016   |
| Jura                    | 11     | Val d'Épy                              | 39209            | Val d'Épy                    | 308              | 4                          | Florentia, Nantey, Senaud et Val-d'Épy | non                       | 30 novembre 2015                                                                   | 1er janvier 2016   |
| Jura                    | 11     | Lavans-lès-Saint-Claude                | 39286            | Lavans-lès-Saint-Claude      | 1 987            | 2                          | Lavans-lès-Saint-Claude et Ponthoux | oui                       | 28 octobre 2015                                                                    | 1er janvier 2016   |
| Jura                    | 11     | Mièges                                 | 39329            | Mièges                       | 128              | 3                          | Esserval-Combe, Mièges et Molpré | oui                       | 30 septembre 2015                                                                  | 1er janvier 2016   |
| Jura                    | 11     | Mignovillard                           | 39331            | Mignovillard                 | 776              | 2                          | Communailles-en-Montagne et Mignovillard | non                       | 30 novembre 2015                                                                   | 1er janvier 2016   |
| Jura                    | 11     | Hauts de Bienne                        | 39368            | Morez                        | 5 497            | 3                          | Lézat, Morez et La Mouille | oui                       | 29 décembre 2015                                                                   | 1er janvier 2016   |
| Jura                    | 11     | Vincent-Froideville                    | 39577            | Vincent                      | 391              | 2                          | Froideville et Vincent | oui (Froideville)         | 11 mars 2016                                                                       | 1er avril 2016     |
| Jura                    | 11     | Les Trois Châteaux                     | 39378            | Nanc-lès-Saint-Amour         | 605              | 3                          | L'Aubépin, Chazelles et Nanc-lès-Saint-Amour | non                       | 18 mars 2016                                                                       | 1er avril 2016     |
| Loir-et-Cher            | 3      | Valencisse                             | 41142            | Molineuf                     | 1 721            | 2                          | Molineuf et Orchaise | oui                       | 14 décembre 2015                                                                   | 1er janvier 2016   |
| Loir-et-Cher            | 3      | Montrichard Val de Cher                | 41151            | Montrichard                  | 4 083            | 2                          | Bourré et Montrichard | oui                       | 2 décembre 2015                                                                    | 1er janvier 2016   |
| Loir-et-Cher            | 3      | Beauce la Romaine                      | 41173            | Ouzouer-le-Marché            | 3 416            | 7                          | La Colombe, Membrolles, Ouzouer-le-Marché, Prénouvellon, Semerville, Tripleville et Verdes | oui                       | 6 novembre 2015                                                                    | 1er janvier 2016   |
| Loire                   | 1      | Chalmazel-Jeansagnière                 | 42039            | Chalmazel                    | 476              | 2                          | Chalmazel et Jeansagnière | oui                       | 22 octobre 2015                                                                    | 1er janvier 2016   |
| Haute-Loire             | 2      | Esplantas-Vazeilles                    | 43090            | Esplantas                    | 139              | 2                          | Esplantas et Vazeilles-près-Saugues | oui                       | 18 décembre 2015                                                                   | 1er janvier 2016   |
| Haute-Loire             | 2      | Thoras                                 | 43245            | Thoras                       | 241              | 2                          | Croisances et Thoras | non                       | 18 décembre 2015                                                                   | 1er janvier 2016   |
| Loire-Atlantique        | 6      | Chaumes-en-Retz                        | 44005            | Arthon-en-Retz               | 6 422            | 2                          | Arthon-en-Retz et Chéméré | oui                       | 14 décembre 2015                                                                   | 1er janvier 2016   |
| Loire-Atlantique        | 6      | Villeneuve-en-Retz                     | 44021            | Bourgneuf-en-Retz            | 4 753            | 2                          | Bourgneuf-en-Retz et Fresnay-en-Retz | oui                       | 29 septembre 2015                                                                  | 1er janvier 2016   |
| Loire-Atlantique        | 6      | Divatte-sur-Loire                      | 44029            | La Chapelle-Basse-Mer        | 6 541            | 2                          | Barbechat et La Chapelle-Basse-Mer | oui                       | 20 octobre 2015                                                                    | 1er janvier 2016   |
| Loire-Atlantique        | 6      | Machecoul-Saint-Même                   | 44087            | Machecoul                    | 7 182            | 2                          | Machecoul et Saint-Même-le-Tenu | oui                       | 23 novembre 2015                                                                   | 1er janvier 2016   |
| Loire-Atlantique        | 6      | Vair-sur-Loire                         | 44163            | Saint-Herblon                | 4 440            | 2                          | Anetz et Saint-Herblon | oui                       | 29 octobre 2015                                                                    | 1er janvier 2016   |
| Loire-Atlantique        | 6      | Loireauxence                           | 44213            | Varades                      | 7 204            | 4                          | Belligné, La Chapelle-Saint-Sauveur, La Rouxière et Varades | oui                       | 18 décembre 2015                                                                   | 1er janvier 2016   |
| Loiret                  | 2      | Douchy-Montcorbon                      | 45129            | Douchy                       | 1 502            | 2                          | Douchy et Montcorbon | non                       | 30 novembre 2015                                                                   | 1er janvier 2016   |
| Loiret                  | 2      | Le Malesherbois                        | 45191            | Malesherbes                  | 8 121            | 7                          | Coudray, Labrosse, Mainvilliers, Malesherbes, Manchecourt, Nangeville et Orveau-Bellesauve | oui                       | 30 novembre 2015                                                                   | 1er janvier 2016   |
| Lot                     | 5      | Saint-Paul-Flaugnac                    | 46103            | Flaugnac                     | 984              | 2                          | Flaugnac et Saint-Paul-de-Loubressac | oui                       | 29 décembre 2015                                                                   | 1er janvier 2016   |
| Lot                     | 5      | Cœur de Causse                         | 46138            | Labastide-Murat              | 975              | 5                          | Beaumat, Fontanes-du-Causse, Labastide-Murat, Saint-Sauveur-la-Vallée et Vaillac | oui                       | 30 octobre 2015                                                                    | 1er janvier 2016   |
| Lot                     | 5      | Montcuq-en-Quercy-Blanc                | 46201            | Montcuq                      | 1 775            | 5                          | Belmontet, Lebreil, Montcuq, Sainte-Croix et Valprionde | non                       | 20 octobre 2015                                                                    | 1er janvier 2016   |
| Lot                     | 5      | Les Pechs du Vers                      | 46252            | Saint-Cernin                 | 293              | 2                          | Saint-Cernin et Saint-Martin-de-Vers | oui                       | 29 décembre 2015                                                                   | 1er janvier 2016   |
| Lot                     | 5      | Sousceyrac-en-Quercy                   | 46311            | Sousceyrac                   | 1 437            | 5                          | Calviac, Comiac, Lacam-d'Ourcet, Lamativie et Sousceyrac | oui                       | 29 septembre 2015                                                                  | 1er janvier 2016   |
| Lozère                  | 8      | Banassac-Canilhac                      | 48017            | Banassac                     | 1 029            | 2                          | Banassac et Canilhac | oui                       | 29 septembre 2015                                                                  | 1er janvier 2016   |
| Lozère                  | 8      | Bédouès-Cocurès                        | 48050            | Cocurès                      | 485              | 2                          | Bédouès et Cocurès | non                       | 8 décembre 2015                                                                    | 1er janvier 2016   |
| Lozère                  | 8      | Florac Trois Rivières                  | 48061            | Florac                       | 2 139            | 2                          | Florac et La Salle-Prunet | non                       | 2 décembre 2015                                                                    | 1er janvier 2016   |
| Lozère                  | 8      | Bourgs sur Colagne                     | 48099            | Le Monastier-Pin-Moriès      | 2 107            | 2                          | Chirac et Le Monastier-Pin-Moriès | oui                       | 15 décembre 2015                                                                   | 1er janvier 2016   |
| Lozère                  | 8      | Naussac-Fontanes                       | 48105            | Naussac                      | 338              | 2                          | Fontanes et Naussac | oui                       | 29 septembre 2015                                                                  | 1er janvier 2016   |
| Lozère                  | 8      | Pont de Montvert - Sud Mont Lozère     | 48116            | Le Pont-de-Montvert          | 590              | 3                          | Fraissinet-de-Lozère, Le Pont-de-Montvert et Saint-Maurice-de-Ventalon | oui                       | 8 décembre 2015                                                                    | 1er janvier 2016   |
| Lozère                  | 8      | Ventalon en Cévennes                   | 48152            | Saint-Frézal-de-Ventalon     | 257              | 2                          | Saint-Andéol-de-Clerguemort et Saint-Frézal-de-Ventalon | oui                       | 14 décembre 2015                                                                   | 1er janvier 2016   |
| Lozère                  | 8      | Cans et Cévennes                       | 48166            | Saint-Laurent-de-Trèves      | 283              | 2                          | Saint-Julien-d'Arpaon et Saint-Laurent-de-Trèves | oui                       | 2 décembre 2015                                                                    | 1er janvier 2016   |
| Maine-et-Loire          | 25     | Tuffalun                               | 49003            | Ambillou-Château             | 1 769            | 3                          | Ambillou-Château, Louerre et Noyant-la-Plaine | oui                       | 17 décembre 2015                                                                   | 1er janvier 2016   |
| Maine-et-Loire          | 25     | Baugé-en-Anjou                         | 49018            | Baugé                        | 11 833           | 10 (15 communes déléguées) | Baugé-en-Anjou, Bocé, Chartrené, Cheviré-le-Rouge, Clefs-Val d'Anjou, Cuon, Échemiré, Fougeré, Le Guédeniau et Saint-Quentin-lès-Beaurepaire Les communes déléguées qui existaient déjà dans Baugé-en-Anjou et dans Clefs-Val d'Anjou sont maintenues. | oui                       | 10 juillet 2015                                                                    | 1er janvier 2016   |
| Maine-et-Loire          | 25     | Beaufort-en-Anjou                      | 49021            | Beaufort-en-Vallée           | 6 939            | 2                          | Beaufort-en-Vallée et Gée | oui                       | 18 décembre 2015                                                                   | 1er janvier 2016   |
| Maine-et-Loire          | 25     | Blaison-Saint-Sulpice                  | 49029            | Blaison-Gohier               | 1 245            | 2                          | Blaison-Gohier et Saint-Sulpice | oui                       | 23 novembre 2015                                                                   | 1er janvier 2016   |
| Maine-et-Loire          | 25     | Chenillé-Champteussé                   | 49067            | Champteussé-sur-Baconne      | 373              | 2                          | Champteussé-sur-Baconne et Chenillé-Changé | oui                       | 21 décembre 2015                                                                   | 1er janvier 2016   |
| Maine-et-Loire          | 25     | Les Bois d'Anjou                       | 49138            | Fontaine-Guérin              | 2 564            | 3                          | Brion, Fontaine-Guérin et Saint-Georges-du-Bois | oui                       | 12 août 2015                                                                       | 1er janvier 2016   |
| Maine-et-Loire          | 25     | Gennes-Val de Loire                    | 49149            | Gennes                       | 4 989            | 5                          | Chênehutte-Trèves-Cunault, Gennes, Grézillé, Saint-Georges-des-Sept-Voies et Le Thoureil | oui                       | 5 octobre 2015                                                                     | 1er janvier 2016   |
| Maine-et-Loire          | 25     | Ingrandes-Le Fresne sur Loire          | 49160            | Ingrandes                    | 2 633            | 2                          | Le Fresne-sur-Loire - Ingrandes | oui (Le Fresne-sur-Loire) | 31 décembre 2015                                                                   | 1er janvier 2016   |
| Maine-et-Loire          | 25     | Jarzé Villages                         | 49163            | Jarzé                        | 2 661            | 4                          | Beauvau, Chaumont-d'Anjou, Jarzé et Lué-en-Baugeois | oui                       | 18 décembre 2015                                                                   | 1er janvier 2016   |
| Maine-et-Loire          | 25     | Le Lion-d'Angers                       | 49176            | Le Lion-d'Angers             | 4 268            | 2                          | Andigné et Le Lion-d'Angers | oui                       | 12 août 2015                                                                       | 1er janvier 2016   |
| Maine-et-Loire          | 25     | Mazé-Milon                             | 49194            | Mazé                         | 5 516            | 2                          | Fontaine-Milon et Mazé | oui                       | 18 décembre 2015                                                                   | 1er janvier 2016   |
| Maine-et-Loire          | 25     | Longuenée-en-Anjou                     | 49200            | La Membrolle-sur-Longuenée   | 6 136            | 4                          | La Meignanne, La Membrolle-sur-Longuenée, Le Plessis-Macé et Pruillé | oui                       | 23 novembre 2015                                                                   | 1er janvier 2016   |
| Maine-et-Loire          | 25     | Morannes-sur-Sarthe                    | 49220            | Morannes                     | 2 046            | 2                          | Chemiré-sur-Sarthe - Morannes | oui                       | 2 novembre 2015                                                                    | 1er janvier 2016   |
| Maine-et-Loire          | 25     | Loire-Authion                          | 49307            | Saint-Mathurin-sur-Loire     | 15 361           | 7                          | Andard, Bauné, La Bohalle, Brain-sur-l'Authion, Corné, La Daguenière et Saint-Mathurin-sur-Loire | oui                       | 7 décembre 2015                                                                    | 1er janvier 2016   |
| Maine-et-Loire          | 25     | Verrières-en-Anjou                     | 49323            | Saint-Sylvain-d'Anjou        | 6 957            | 2                          | Pellouailles-les-Vignes et Saint-Sylvain-d'Anjou | oui                       | 1er décembre 2015                                                                  | 1er janvier 2016   |
| Maine-et-Loire          | 25     | Bellevigne-en-Layon                    | 49345            | Thouarcé                     | 5 648            | 5                          | Champ-sur-Layon, Faveraye-Mâchelles, Faye-d'Anjou, Rablay-sur-Layon et Thouarcé | oui                       | 2 novembre 2015                                                                    | 1er janvier 2016   |
| Maine-et-Loire          | 25     | Lys-Haut-Layon                         | 49373            | Vihiers                      | 7 877            | 7 (9 communes déléguées)   | Les Cerqueux-sous-Passavant, La Fosse-de-Tigné, Nueil-sur-Layon, Tancoigné, Tigné, Trémont, Vihiers Les anciennes communes associées de Saint-Hilaire-du-Bois et du Voide sont maintenues en tant que communes déléguées | oui                       | 18 décembre 2015                                                                   | 1er janvier 2016   |
| Maine-et-Loire          | 25     | Les Garennes sur Loire                 | 49167            | Juigné-sur-Loire             | 4 372            | 2                          | Juigné-sur-Loire et Saint-Jean-des-Mauvrets | oui                       | 6 septembre 2016                                                                   | 15 décembre 2016   |
| Maine-et-Loire          | 25     | Brissac Loire Aubance                  | 49050            | Brissac-Quincé               | 10 714           | 10                         | Les Alleuds, Brissac-Quincé, Charcé-Saint-Ellier-sur-Aubance, Chemellier, Coutures, Luigné, Saint-Rémy-la-Varenne, Saint-Saturnin-sur-Loire, Saulgé-l'Hôpital et Vauchrétien | oui                       | 6 septembre 2016                                                                   | 15 décembre 2016   |
| Maine-et-Loire          | 25     | Segré-en-Anjou Bleu                    | 49331            | Segré                        | 17 507           | 15                         | Aviré, Le Bourg-d'Iré, La Chapelle-sur-Oudon, Châtelais, La Ferrière-de-Flée, L'Hôtellerie-de-Flée, Louvaines, Marans, Montguillon, Noyant-la-Gravoyère, Nyoiseau, Sainte-Gemmes-d'Andigné, Saint-Martin-du-Bois, Saint-Sauveur-de-Flée - Segré | oui                       | 28 septembre 2016                                                                  | 15 décembre 2016   |
| Maine-et-Loire          | 25     | Val d'Erdre-Auxence                    | 49183            | Le Louroux-Béconnais         | 4 692            | 3                          | La Cornuaille, Le Louroux-Béconnais et Villemoisan | oui                       | 30 septembre 2016                                                                  | 15 décembre 2016   |
| Maine-et-Loire          | 25     | Ombrée d'Anjou                         | 49248            | Pouancé                      | 8 903            | 10                         | La Chapelle-Hullin, Chazé-Henry, Combrée, Grugé-l'Hôpital, Noëllet, Pouancé, La Prévière, Saint-Michel-et-Chanveaux, Le Tremblay et Vergonnes | oui                       | 7 décembre 2016                                                                    | 15 décembre 2016   |
| Maine-et-Loire          | 25     | Les Hauts-d'Anjou                      | 49065            | Champigné                    | 5 412            | 7                          | Brissarthe, Contigné, Cherré, Champigné, Marigné, Sœurdres et Querré | oui                       | 28 octobre 2016                                                                    | 15 décembre 2016   |
| Maine-et-Loire          | 25     | Noyant-Villages                        | 49228            | Noyant                       | 5 956            | 14                         | Auverse, Breil, Broc, Chalonnes-sous-le-Lude, Chavaignes, Chigné, Dénezé-sous-le-Lude, Genneteil, Lasse, Linières-Bouton, Meigné-le-Vicomte, Méon, Noyant et Parçay-les-Pins | oui                       | 7 décembre 2016                                                                    | 15 décembre 2016   |
| Maine-et-Loire          | 25     | Doué-en-Anjou                          | 49125            | Doué-la-Fontaine             | 11 048           | 8                          | Brigné, Concourson-sur-Layon, Doué-la-Fontaine, Forges, Meigné, Montfort, Saint-Georges-sur-Layon et Les Verchers-sur-Layon | oui                       | 23 septembre 2016                                                                  | 30 décembre 2016   |
| Manche                  | 36     | Bricquebec-en-Cotentin                 | 50082            | Bricquebec                   | 6 011            | 6                          | Bricquebec - Les Perques - Quettetot - Saint-Martin-le-Hébert - Le Valdécie - Le Vrétot | oui                       | 4 décembre 2015                                                                    | 1er janvier 2016   |
| Manche                  | 36     | Buais-Les-Monts                        | 50090            | Buais                        | 674              | 2                          | Buais - Saint-Symphorien-des-Monts | oui                       | 9 décembre 2015                                                                    | 1er janvier 2016   |
| Manche                  | 36     | Carentan les Marais                    | 50099            | Carentan                     | 6 852            | 4                          | Angoville-au-Plain - Carentan - Houesville - Saint-Côme-du-Mont | oui                       | 23 décembre 2015                                                                   | 1er janvier 2016   |
| Manche                  | 36     | Le Grippon                             | 50115            | Champcervon                  | 347              | 2                          | Les Chambres - Champcervon | non                       | 4 décembre 2015                                                                    | 1er janvier 2016   |
| Manche                  | 36     | Cherbourg-en-Cotentin                  | 50129            | Cherbourg-Octeville          | 81 103           | 5                          | Cherbourg-Octeville - Équeurdreville-Hainneville - La Glacerie - Querqueville - Tourlaville | oui                       | 1er décembre 2015                                                                  | 1er janvier 2016   |
| Manche                  | 36     | Condé-sur-Vire                         | 50139            | Condé-sur-Vire               | 3 760            | 2                          | Condé-sur-Vire - Le Mesnil-Raoult | oui                       | 28 septembre 2015                                                                  | 1er janvier 2016   |
| Manche                  | 36     | Vicq-sur-Mer                           | 50142            | Cosqueville                  | 998              | 4                          | Cosqueville - Gouberville - Néville-sur-Mer - Réthoville | non                       | 4 décembre 2015                                                                    | 1er janvier 2016   |
| Manche                  | 36     | Ducey-Les Chéris                       | 50168            | Ducey                        | 2 753            | 2                          | Les Chéris - Ducey | oui                       | 25 novembre 2015                                                                   | 1er janvier 2016   |
| Manche                  | 36     | Gonneville-Le Theil                    | 50209            | Gonneville                   | 1 554            | 2                          | Gonneville - Le Theil | non                       | 4 décembre 2015                                                                    | 1er janvier 2016   |
| Manche                  | 36     | Gouville-sur-Mer                       | 50215            | Gouville-sur-Mer             | 2 233            | 2                          | Boisroger - Gouville-sur-Mer | oui                       | 4 novembre 2015                                                                    | 1er janvier 2016   |
| Manche                  | 36     | La Haye                                | 50236            | La Haye-du-Puits             | 4 112            | 9                          | Baudreville - Bolleville - Glatigny - La Haye-du-Puits - Mobecq - Montgardon - Saint-Rémy-des-Landes - Saint-Symphorien-le-Valois - Surville | oui                       | 20 novembre 2015                                                                   | 1er janvier 2016   |
| Manche                  | 36     | Thèreval                               | 50239            | Hébécrevon                   | 1 788            | 2                          | La Chapelle-en-Juger - Hébécrevon | oui                       | 2 décembre 2015                                                                    | 1er janvier 2016   |
| Manche                  | 36     | Lessay                                 | 50267            | Lessay                       | 2 259            | 2                          | Angoville-sur-Ay - Lessay | non                       | 28 septembre 2015                                                                  | 1er janvier 2016   |
| Manche                  | 36     | Montsenelle                            | 50273            | Lithaire                     | 1 391            | 4                          | Coigny - Lithaire - Prétot-Sainte-Suzanne - Saint-Jores | oui                       | 20 novembre 2015                                                                   | 1er janvier 2016   |
| Manche                  | 36     | Marigny-Le-Lozon                       | 50292            | Marigny                      | 2 505            | 2                          | Lozon - Marigny | oui                       | 15 décembre 2015                                                                   | 1er janvier 2016   |
| Manche                  | 36     | Mortain-Bocage                         | 50359            | Mortain                      | 3 171            | 5                          | Bion - Mortain - Notre-Dame-du-Touchet - Saint-Jean-du-Corail - Villechien | oui                       | 14 décembre 2015                                                                   | 1er janvier 2016   |
| Manche                  | 36     | Moyon Villages                         | 50363            | Moyon                        | 1 503            | 3                          | Chevry - Le Mesnil-Opac - Moyon | oui                       | 28 septembre 2015                                                                  | 1er janvier 2016   |
| Manche                  | 36     | Orval sur Sienne                       | 50388            | Orval                        | 1 181            | 2                          | Montchaton - Orval | oui                       | 25 novembre 2015                                                                   | 1er janvier 2016   |
| Manche                  | 36     | Grandparigny                           | 50391            | Parigny                      | 2 751            | 4                          | Chèvreville - Martigny - Milly - Parigny | oui                       | 30 septembre 2015                                                                  | 1er janvier 2016   |
| Manche                  | 36     | Percy-en-Normandie                     | 50393            | Percy                        | 2 600            | 2                          | Le Chefresne - Percy | oui                       | 4 décembre 2015                                                                    | 1er janvier 2016   |
| Manche                  | 36     | Picauville                             | 50400            | Picauville                   | 3 072            | 6                          | Amfreville - Cretteville - Gourbesville - Houtteville - Picauville - Vindefontaine | oui                       | 23 décembre 2015                                                                   | 1er janvier 2016   |
| Manche                  | 36     | Pontorson                              | 50410            | Pontorson                    | 4 584            | 3                          | Macey - Pontorson - Vessey | oui                       | 23 octobre 2015                                                                    | 1er janvier 2016   |
| Manche                  | 36     | Quettreville-sur-Sienne                | 50419            | Quettreville-sur-Sienne      | 1 782            | 2                          | Hyenville - Quettreville-sur-Sienne | oui                       | 1er décembre 2015                                                                  | 1er janvier 2016   |
| Manche                  | 36     | Romagny Fontenay                       | 50436            | Romagny                      | 1 348            | 2                          | Fontenay - Romagny | oui                       | 4 décembre 2015                                                                    | 1er janvier 2016   |
| Manche                  | 36     | Saint-Hilaire-du-Harcouët              | 50484            | Saint-Hilaire-du-Harcouët    | 6 204            | 3                          | Saint-Hilaire-du-Harcouët - Saint-Martin-de-Landelles - Virey | oui                       | 15 décembre 2015                                                                   | 1er janvier 2016   |
| Manche                  | 36     | Saint-Jean-d'Elle                      | 50492            | Saint-Jean-des-Baisants      | 2 394            | 5                          | Notre-Dame-d'Elle - Précorbin - Rouxeville - Saint-Jean-des-Baisants - Vidouville | oui                       | 26 novembre 2015                                                                   | 1er janvier 2016   |
| Manche                  | 36     | Sainte-Mère-Église                     | 50523            | Sainte-Mère-Église           | 2 582            | 5                          | Beuzeville-au-Plain - Chef-du-Pont - Écoquenéauville - Foucarville - Sainte-Mère-Église | oui                       | 2 décembre 2015                                                                    | 1er janvier 2016   |
| Manche                  | 36     | Le Parc                                | 50535            | Sainte-Pience                | 908              | 3                          | Braffais - Plomb - Sainte-Pience | non                       | 4 novembre 2015                                                                    | 1er janvier 2016   |
| Manche                  | 36     | Bourgvallées                           | 50546            | Saint-Samson-de-Bonfossé     | 2 591            | 4                          | Gourfaleur - La Mancellière-sur-Vire - Saint-Romphaire - Saint-Samson-de-Bonfossé | oui                       | 9 décembre 2015                                                                    | 1er janvier 2016   |
| Manche                  | 36     | Terre-et-Marais                        | 50564            | Sainteny                     | 1 251            | 2                          | Sainteny - Saint-Georges-de-Bohon | oui                       | 16 décembre 2015                                                                   | 1er janvier 2016   |
| Manche                  | 36     | Sartilly-Baie-Bocage                   | 50565            | Sartilly                     | 2 723            | 5                          | Angey - Champcey - Montviron - La Rochelle-Normande - Sartilly | oui                       | 14 décembre 2015                                                                   | 1er janvier 2016   |
| Manche                  | 36     | Sourdeval                              | 50582            | Sourdeval                    | 3 151            | 2                          | Sourdeval - Vengeons | oui                       | 22 décembre 2015 Arrêté no 15-221 modifié par arrêté no 15-223 du 31 décembre 2015 | 1er janvier 2016   |
| Manche                  | 36     | Le Teilleul                            | 50591            | Le Teilleul                  | 1 790            | 5                          | Ferrières - Heussé - Husson - Sainte-Marie-du-Bois - Le Teilleul | oui                       | 9 décembre 2015                                                                    | 1er janvier 2016   |
| Manche                  | 36     | Tessy-Bocage                           | 50592            | Tessy-sur-Vire               | 1 819            | 2                          | Fervaches - Tessy-sur-Vire | oui                       | 28 septembre 2015                                                                  | 1er janvier 2016   |
| Manche                  | 36     | Torigny-les-Villes                     | 50601            | Torigni-sur-Vire             | 4 257            | 4                          | Brectouville - Giéville - Guilberville - Torigni-sur-Vire | oui                       | 28 septembre 2015                                                                  | 1er janvier 2016   |
| Manche                  | 36     | Villedieu-les-Poêles-Rouffigny         | 50639            | Villedieu-les-Poêles         | 4 079            | 2                          | Rouffigny - Villedieu-les-Poêles | oui                       | 16 octobre 2015                                                                    | 1er janvier 2016   |
| Marne                   | 2      | Aÿ-Champagne                           | 51030            | Ay                           | 5 889            | 3                          | Ay - Bisseuil - Mareuil-sur-Ay | oui                       | 9 novembre 2015                                                                    | 1er janvier 2016   |
| Marne                   | 2      | Val de Livre                           | 51564            | Tauxières-Mutry              | 599              | 2                          | Louvois - Tauxières-Mutry | oui                       | 18 novembre 2015                                                                   | 1er janvier 2016   |
| Haute-Marne             | 6      | La Porte du Der                        | 52331            | Montier-en-Der               | 2 352            | 2                          | Montier-en-Der - Robert-Magny | oui                       | 29 décembre 2015                                                                   | 1er janvier 2016   |
| Haute-Marne             | 6      | Le Montsaugeonnais                     | 52405            | Prauthoy                     | 1 263            | 3                          | Montsaugeon - Prauthoy - Vaux-sous-Aubigny | oui                       | 19 novembre 2015                                                                   | 1er janvier 2016   |
| Haute-Marne             | 6      | Rives Dervoises                        | 52411            | Puellemontier                | 1 416            | 4                          | Droyes - Longeville-sur-la-Laines - Louze - Puellemontier | oui                       | 21 décembre 2015                                                                   | 1er janvier 2016   |
| Haute-Marne             | 6      | Saints-Geosmes                         | 52449            | Saints-Geosmes               | 1 181            | 2                          | Balesmes-sur-Marne - Saints-Geosmes | oui                       | 21 décembre 2015                                                                   | 1er janvier 2016   |
| Haute-Marne             | 6      | Villegusien-le-Lac                     | 52529            | Villegusien-le-Lac           | 999              | 2                          | Heuilley-Cotton - Villegusien-le-Lac | oui                       | 27 novembre 2015                                                                   | 1er janvier 2016   |
| Haute-Marne             | 6      | Bourmont-entre-Meuse-et-Mouzon         | 52064            | Bourmont                     | 587              | 2                          | Bourmont - Nijon | oui                       | 23 mai 2016                                                                        | 1er juin 2016      |
| Mayenne                 | 3      | Loiron-Ruillé                          | 53137            | Loiron                       | 2 442            | 2                          | Loiron - Ruillé-le-Gravelais | oui                       | 18 novembre 2015                                                                   | 1er janvier 2016   |
| Mayenne                 | 3      | Pré-en-Pail-Saint-Samson               | 53185            | Pré-en-Pail                  | 2 389            | 2                          | Pré-en-Pail - Saint-Samson | oui                       | 4 décembre 2015                                                                    | 1er janvier 2016   |
| Mayenne                 | 3      | Sainte-Suzanne-et-Chammes              | 53255            | Sainte-Suzanne               | 1 326            | 2                          | Chammes - Sainte-Suzanne | oui                       | 10 octobre 2015                                                                    | 1er janvier 2016   |
| Morbihan                | 3      | Évellys                                | 56144            | Naizin                       | 3 359            | 3                          | Moustoir-Remungol - Naizin - Remungol | oui                       | 21 décembre 2015                                                                   | 1er janvier 2016   |
| Morbihan                | 3      | Val d'Oust                             | 56197            | Le Roc-Saint-André           | 2 612            | 3                          | La Chapelle-Caro - Quily - Le Roc-Saint-André | oui                       | 24 décembre 2015                                                                   | 1er janvier 2016   |
| Morbihan                | 3      | Theix-Noyalo                           | 56251            | Theix                        | 7 662            | 2                          | Noyalo - Theix | oui                       | 5 novembre 2015                                                                    | 1er janvier 2016   |
| Moselle                 | 2      | Ancy-Dornot                            | 57021            | Ancy-sur-Moselle             | 1 604            | 2                          | Ancy-sur-Moselle - Dornot | oui                       | 15 décembre 2015                                                                   | 1er janvier 2016   |
| Moselle                 | 2      | Colligny-Maizery                       | 57148            | Colligny                     | 574              | 2                          | Colligny - Maizery | oui                       | 29 avril 2016                                                                      | 1er juin 2016      |
| Nièvre                  | 1      | Beaulieu                               | 58026            | Beaulieu                     | 169              | 3                          | Beaulieu - Dompierre-sur-Héry - Michaugues | oui                       | 1er octobre 2015                                                                   | 1er janvier 2016   |
| Nord                    | 2      | Ghyvelde                               | 59260            | Ghyvelde                     | 4 130            | 2                          | Ghyvelde - Les Moëres | oui                       | 30 novembre 2015                                                                   | 1er janvier 2016   |
| Nord                    | 2      | Téteghem-Coudekerque-Village           | 59588            | Téteghem                     | 8 180            | 2                          | Coudekerque-Village - Téteghem | oui                       | 30 novembre 2015                                                                   | 1er janvier 2016   |
| Oise                    | 1      | Bornel                                 | 60088            | Bornel                       | 4 734            | 3                          | Anserville - Bornel - Fosseuse | non                       | 25 septembre 2015 modifié par arrêté du 27 novembre 2015                           | 1er janvier 2016   |
| Orne                    | 21     | Athis-Val de Rouvre                    | 61007            | Athis-de-l'Orne              | 4 319            | 8                          | Athis-de-l'Orne - Bréel - La Carneille - Notre-Dame-du-Rocher - Ronfeugerai - Ségrie-Fontaine - Taillebois - Les Tourailles | oui                       | 16 décembre 2015                                                                   | 1er janvier 2016   |
| Orne                    | 21     | Cour-Maugis sur Huisne                 | 61050            | Boissy-Maugis                | 656              | 4                          | Boissy-Maugis - Courcerault - Maison-Maugis - Saint-Maurice-sur-Huisne | non                       | 16 décembre 2015                                                                   | 1er janvier 2016   |
| Orne                    | 21     | Chailloué                              | 61081            | Chailloué                    | 920              | 3                          | Chailloué - Marmouillé - Neuville-près-Sées | oui                       | 21 décembre 2015                                                                   | 1er janvier 2016   |
| Orne                    | 21     | Rives d'Andaine                        | 61096            | La Chapelle-d'Andaine        | 3 084            | 4                          | La Chapelle-d'Andaine - Couterne - Geneslay - Haleine | oui                       | 16 décembre 2015                                                                   | 1er janvier 2016   |
| Orne                    | 21     | Sablons sur Huisne                     | 61116            | Condé-sur-Huisne             | 2 217            | 3                          | Condeau - Condé-sur-Huisne - Coulonges-les-Sablons | oui                       | 25 septembre 2015                                                                  | 1er janvier 2016   |
| Orne                    | 21     | Domfront en Poiraie                    | 61145            | Domfront                     | 4 571            | 3                          | Domfront - La Haute-Chapelle - Rouellé | oui                       | 21 décembre 2015                                                                   | 1er janvier 2016   |
| Orne                    | 21     | Écouché-les-Vallées                    | 61153            | Écouché                      | 1 972            | 6                          | Batilly - La Courbe - Écouché - Loucé - Saint-Ouen-sur-Maire - Serans | oui                       | 26 octobre 2015                                                                    | 1er janvier 2016   |
| Orne                    | 21     | La Ferté-en-Ouche                      | 61167            | La Ferté-Frênel              | 3 265            | 10                         | Anceins - Bocquencé - Couvains - La Ferté-Frênel - Gauville - Glos-la-Ferrière - Heugon - Monnai - Saint-Nicolas-des-Laitiers - Villers-en-Ouche | oui                       | 26 octobre 2015                                                                    | 1er janvier 2016   |
| Orne                    | 21     | Juvigny Val d'Andaine                  | 61211            | Juvigny-sous-Andaine         | 2 221            | 7                          | La Baroche-sous-Lucé - Beaulandais - Juvigny-sous-Andaine - Loré - Lucé - Saint-Denis-de-Villenette - Sept-Forges | oui                       | 28 décembre 2015                                                                   | 1er janvier 2016   |
| Orne                    | 21     | Longny les Villages                    | 61230            | Longny-au-Perche             | 3 154            | 8                          | La Lande-sur-Eure - Longny-au-Perche - Malétable - Marchainville - Monceaux-au-Perche - Moulicent - Neuilly-sur-Eure - Saint-Victor-de-Réno | oui                       | 16 décembre 2015                                                                   | 1er janvier 2016   |
| Orne                    | 21     | Perche en Nocé                         | 61309            | Nocé                         | 2 176            | 6                          | Colonard-Corubert - Dancé - Nocé - Préaux-du-Perche - Saint-Aubin-des-Grois - Saint-Jean-de-la-Forêt | oui                       | 25 septembre 2015                                                                  | 1er janvier 2016   |
| Orne                    | 21     | Passais Villages                       | 61324            | Passais                      | 1 241            | 3                          | L'Épinay-le-Comte - Passais - Saint-Siméon | oui                       | 28 décembre 2015                                                                   | 1er janvier 2016   |
| Orne                    | 21     | Putanges-le-Lac                        | 61339            | Putanges-Pont-Écrepin        | 2 156            | 9                          | Chênedouit - La Forêt-Auvray - La Fresnaye-au-Sauvage - Ménil-Jean - Putanges-Pont-Écrepin - Rabodanges - Les Rotours - Saint-Aubert-sur-Orne - Sainte-Croix-sur-Orne | oui                       | 26 novembre 2015                                                                   | 1er janvier 2016   |
| Orne                    | 21     | Écouves                                | 61341            | Radon                        | 1 760            | 3                          | Forges - Radon - Vingt-Hanaps | non                       | 29 septembre 2015                                                                  | 1er janvier 2016   |
| Orne                    | 21     | Rémalard en Perche                     | 61345            | Rémalard                     | 2 068            | 3                          | Bellou-sur-Huisne - Dorceau - Rémalard | non                       | 21 septembre 2015                                                                  | 1er janvier 2016   |
| Orne                    | 21     | Sap-en-Auge                            | 61460            | Le Sap                       | 1 016            | 2                          | Orville - Le Sap | oui                       | 26 novembre 2015                                                                   | 1er janvier 2016   |
| Orne                    | 21     | Les Monts d'Andaine                    | 61463            | La Sauvagère                 | 1 729            | 2                          | Saint-Maurice-du-Désert - La Sauvagère | oui                       | 29 septembre 2015                                                                  | 1er janvier 2016   |
| Orne                    | 21     | Bagnoles de l'Orne Normandie           | 61483            | Bagnoles-de-l'Orne           | 2 724            | 2                          | Bagnoles-de-l'Orne - Saint-Michel-des-Andaines | oui                       | 18 novembre 2015                                                                   | 1er janvier 2016   |
| Orne                    | 21     | Val-au-Perche                          | 61484            | Le Theil                     | 3 823            | 6                          | Gémages - L'Hermitière - Mâle - La Rouge - Saint-Agnan-sur-Erre - Le Theil | oui                       | 25 septembre 2015                                                                  | 1er janvier 2016   |
| Orne                    | 21     | Tourouvre au Perche                    | 61491            | Tourouvre                    | 3 339            | 10                         | Autheuil - Bivilliers - Bresolettes - Bubertré - Champs - Lignerolles - La Poterie-au-Perche - Prépotin - Randonnai - Tourouvre | oui                       | 21 décembre 2015                                                                   | 1er janvier 2016   |
| Orne                    | 21     | La Ferté-Macé                          | 61168            | La Ferté-Macé                | 5 797            | 2                          | Antoigny - La Ferté-Macé | oui                       | 12 janvier 2016                                                                    | 12 janvier 2016    |
| Pas-de-Calais           | 3      | Saint-Augustin                         | 62691            | Rebecques                    | 764              | 2                          | Clarques - Rebecques | non                       | 7 décembre 2015                                                                    | 1er janvier 2016   |
| Pas-de-Calais           | 3      | Saint-Martin-lez-Tatinghem             | 62757            | Saint-Martin-au-Laërt        | 5 631            | 2                          | Saint-Martin-au-Laërt - Tatinghem | non                       | 23 décembre 2015                                                                   | 1er janvier 2016   |
| Pas-de-Calais           | 3      | Bellinghem                             | 62471            | Herbelles                    | 1 003            | 2                          | Herbelles - Inghem | oui                       | 31 mai 2016                                                                        | 1er septembre 2016 |
| Puy-de-Dôme             | 3      | Aulhat-Flat                            | 63160            | Flat                         | 911              | 2                          | Aulhat-Saint-Privat - Flat | oui                       | 18 novembre 2015                                                                   | 1er janvier 2016   |
| Puy-de-Dôme             | 3      | Chambaron-sur-Morge                    | 63244            | La Moutade                   | 1 610            | 2                          | Cellule - La Moutade | oui                       | 7 décembre 2015                                                                    | 1er janvier 2016   |
| Puy-de-Dôme             | 3      | Nonette-Orsonnette                     | 63255            | Nonette                      | 530              | 2                          | Nonette - Orsonnette | non                       | 24 août 2015                                                                       | 1er janvier 2016   |
| Hautes-Pyrénées         | 2      | Gavarnie-Gèdre                         | 65192            | Gèdre                        | 382              | 2                          | Gavarnie - Gèdre | oui                       | 18 décembre 2015                                                                   | 1er janvier 2016   |
| Hautes-Pyrénées         | 2      | Loudenvielle                           | 65282            | Loudenvielle                 | 292              | 2                          | Armenteule - Loudenvielle | oui                       | 21 décembre 2015                                                                   | 1er janvier 2016   |
| Bas-Rhin                | 4      | Sommerau                               | 67004            | Allenwiller                  | 1 425            | 4                          | Allenwiller - Birkenwald - Salenthal - Singrist | oui                       | 8 décembre 2015                                                                    | 1er janvier 2016   |
| Bas-Rhin                | 4      | Val de Moder                           | 67372            | Pfaffenhoffen                | 5 157            | 3                          | Pfaffenhoffen - Uberach - La Walck | oui                       | 7 décembre 2015                                                                    | 1er janvier 2016   |
| Bas-Rhin                | 4      | Truchtersheim                          | 67495            | Truchtersheim                | 3 746            | 2                          | Pfettisheim - Truchtersheim | oui                       | 3 décembre 2015                                                                    | 1er janvier 2016   |
| Bas-Rhin                | 4      | Wingersheim les Quatre Bans            | 67539            | Wingersheim                  | 2 263            | 4                          | Gingsheim - Hohatzenheim - Mittelhausen - Wingersheim | oui                       | 23 décembre 2015                                                                   | 1er janvier 2016   |
| Haut-Rhin               | 9      | Bernwiller                             | 68006            | Ammertzwiller                | 1 062            | 2                          | Ammertzwiller - Bernwiller | oui                       | 12 novembre 2015                                                                   | 1er janvier 2016   |
| Haut-Rhin               | 9      | Aspach-Michelbach                      | 68012            | Aspach-le-Haut               | 1 826            | 2                          | Aspach-le-Haut - Michelbach | oui                       | 18 septembre 2015                                                                  | 1er janvier 2016   |
| Haut-Rhin               | 9      | Brunstatt-Didenheim                    | 68056            | Brunstatt                    | 7 853            | 2                          | Brunstatt - Didenheim | oui                       | 11 décembre 2015                                                                   | 1er janvier 2016   |
| Haut-Rhin               | 9      | Porte du Ried                          | 68143            | Holtzwihr                    | 1 759            | 2                          | Holtzwihr - Riedwihr | oui                       | 17 décembre 2015                                                                   | 1er janvier 2016   |
| Haut-Rhin               | 9      | Kaysersberg Vignoble                   | 68162            | Kaysersberg                  | 4 617            | 3                          | Kaysersberg - Kientzheim - Sigolsheim | oui                       | 14 juillet 2015                                                                    | 1er janvier 2016   |
| Haut-Rhin               | 9      | Masevaux-Niederbruck                   | 68201            | Masevaux                     | 3 798            | 2                          | Masevaux - Niederbruck | oui                       | 22 décembre 2015                                                                   | 1er janvier 2016   |
| Haut-Rhin               | 9      | Le Haut Soultzbach                     | 68219            | Mortzwiller                  | 896              | 2                          | Mortzwiller - Soppe-le-Haut | oui                       | 23 octobre 2015                                                                    | 1er janvier 2016   |
| Haut-Rhin               | 9      | Illtal                                 | 68240            | Oberdorf                     | 1 345            | 3                          | Grentzingen - Henflingen - Oberdorf | non                       | 17 décembre 2015                                                                   | 1er janvier 2016   |
| Haut-Rhin               | 9      | Spechbach                              | 68320            | Spechbach-le-Haut            | 1 352            | 2                          | Spechbach-le-Bas - Spechbach-le-Haut | non                       | 19 novembre 2015                                                                   | 1er janvier 2016   |
| Rhône                   | 1      | Cours                                  | 69066            | Cours-la-Ville               | 4 624            | 3                          | Cours-la-Ville - Pont-Trambouze - Thel | oui                       | 18 novembre 2015                                                                   | 1er janvier 2016   |
| Saône-et-Loire          | 2      | Fragnes-La Loyère                      | 71204            | Fragnes                      | 1 430            | 2                          | Fragnes - La Loyère | non                       | 10 décembre 2015                                                                   | 1er janvier 2016   |
| Saône-et-Loire          | 2      | Le Rousset-Marizy                      | 71279            | Marizy                       | 705              | 2                          | Marizy - Le Rousset | oui                       | 21 décembre 2015                                                                   | 1er janvier 2016   |
| Sarthe                  | 3      | Ballon-Saint Mars                      | 72023            | Ballon                       | 2 163            | 2                          | Ballon - Saint-Mars-sous-Ballon | non                       | 7 août 2015                                                                        | 1er janvier 2016   |
| Sarthe                  | 3      | Tuffé Val de la Chéronne               | 72363            | Tuffé                        | 1 778            | 2                          | Saint-Hilaire-le-Lierru - Tuffé | non                       | 29 septembre 2015                                                                  | 1er janvier 2016   |
| Sarthe                  | 3      | Montval-sur-Loir                       | 72071            | Château-du-Loir              | 6 338            | 3                          | Château-du-Loir - Montabon - Vouvray-sur-Loir | oui                       | 28 juin 2016                                                                       | 1er octobre 2016   |
| Savoie                  | 5      | Aime-la-Plagne                         | 73006            | Aime                         | 4 382            | 3                          | Aime - Granier - Montgirod | oui                       | 17 novembre 2015                                                                   | 1er janvier 2016   |
| Savoie                  | 5      | Entrelacs                              | 73010            | Albens                       | 5 744            | 6                          | Albens - Cessens - Épersy - Mognard - Saint-Germain-la-Chambotte - Saint-Girod | oui                       | 25 septembre 2015                                                                  | 1er janvier 2016   |
| Savoie                  | 5      | La Plagne Tarentaise                   | 73150            | Mâcot-la-Plagne              | 3 859            | 4                          | Bellentre - La Côte-d'Aime - Mâcot-la-Plagne - Valezan | oui                       | 10 novembre 2015                                                                   | 1er janvier 2016   |
| Savoie                  | 5      | Les Belleville                         | 73257            | Saint-Martin-de-Belleville   | 2 924            | 2                          | Saint-Martin-de-Belleville - Villarlurin | oui                       | 5 novembre 2015                                                                    | 1er janvier 2016   |
| Savoie                  | 5      | Salins-Fontaine                        | 73284            | Salins-les-Thermes           | 1 022            | 2                          | Fontaine-le-Puits - Salins-les-Thermes | oui                       | 20 novembre 2015                                                                   | 1er janvier 2016   |
| Haute-Savoie            | 4      | Epagny Metz-Tessy                      | 74112            | Épagny                       | 6 978            | 2                          | Épagny - Metz-Tessy | oui                       | 26 septembre 2015                                                                  | 1er janvier 2016   |
| Haute-Savoie            | 4      | Faverges-Seythenex                     | 74123            | Faverges                     | 7 586            | 2                          | Faverges - Seythenex | non                       | 30 septembre 2015                                                                  | 1er janvier 2016   |
| Haute-Savoie            | 4      | Val de Chaise                          | 74167            | Marlens                      | 1 253            | 2                          | Cons-Sainte-Colombe - Marlens | oui                       | 9 novembre 2015                                                                    | 1er janvier 2016   |
| Haute-Savoie            | 4      | Talloires-Montmin                      | 74275            | Talloires                    | 2 065            | 2                          | Montmin - Talloires | oui                       | 23 novembre 2015                                                                   | 1er janvier 2016   |
| Seine-Maritime          | 6      | Rives-en-Seine                         | 76164            | Caudebec-en-Caux             | 4 213            | 3                          | Caudebec-en-Caux - Saint-Wandrille-Rançon - Villequier | oui                       | 16 décembre 2015                                                                   | 1er janvier 2016   |
| Seine-Maritime          | 6      | Forges-les-Eaux                        | 76276            | Forges-les-Eaux              | 3 997            | 2                          | Forges-les-Eaux - Le Fossé | oui                       | 5 octobre 2015                                                                     | 1er janvier 2016   |
| Seine-Maritime          | 6      | Saint Martin de l'If                   | 76289            | Fréville                     | 1 642            | 4                          | Betteville - La Folletière - Fréville - Mont-de-l'If | non                       | 7 décembre 2015                                                                    | 1er janvier 2016   |
| Seine-Maritime          | 6      | Arelaune-en-Seine                      | 76401            | La Mailleraye-sur-Seine      | 2 599            | 2                          | La Mailleraye-sur-Seine - Saint-Nicolas-de-Bliquetuit | oui                       | 16 décembre 2015                                                                   | 1er janvier 2016   |
| Seine-Maritime          | 6      | Port-Jérôme-sur-Seine                  | 76476            | Notre-Dame-de-Gravenchon     | 9 531            | 4                          | Auberville-la-Campagne - Notre-Dame-de-Gravenchon - Touffreville-la-Cable - Triquerville | oui                       | 30 novembre 2015                                                                   | 1er janvier 2016   |
| Seine-Maritime          | 6      | Petit-Caux                             | 76618            | Saint-Martin-en-Campagne     | 9 042            | 18                         | Assigny - Auquemesnil - Belleville-sur-Mer - Berneval-le-Grand - Biville-sur-Mer - Bracquemont - Brunville - Derchigny - Glicourt - Gouchaupre - Greny - Guilmécourt - Intraville - Penly - Saint-Martin-en-Campagne - Saint-Quentin-au-Bosc - Tocqueville-sur-Eu - Tourville-la-Chapelle | oui                       | 26 novembre 2015                                                                   | 1er janvier 2016   |
| Seine-et-Marne          | 1      | Moret Loing et Orvanne                 | 77316            | Moret-sur-Loing              | 5 078            | 3                          | Épisy - Montarlot - Orvanne | oui                       | 29 octobre 2015                                                                    | 1er janvier 2016   |
| Deux-Sèvres             | 2      | Argentonnay                            | 79013            | Argenton-les-Vallées         | 3 251            | 6                          | Argenton-les-Vallées - Le Breuil-sous-Argenton - La Chapelle-Gaudin - La Coudre - Moutiers-sous-Argenton - Ulcot | oui                       | 17 novembre 2015                                                                   | 1er janvier 2016   |
| Deux-Sèvres             | 2      | Saint Maurice Étusson                  | 79280            | Saint-Maurice-la-Fougereuse  | 896              | 2                          | Étusson - Saint-Maurice-la-Fougereuse | oui                       | 24 septembre 2015                                                                  | 1er janvier 2016   |
| Tarn                    | 2      | Bellegarde-Marsal                      | 81026            | Bellegarde                   | 708              | 2                          | Bellegarde - Marsal | non                       | 18 septembre 2015                                                                  | 1er janvier 2016   |
| Tarn                    | 2      | Fontrieu                               | 81062            | Castelnau-de-Brassac         | 940              | 3                          | Castelnau-de-Brassac - Ferrières - Le Margnès | non                       | 18 novembre 2015                                                                   | 1er janvier 2016   |
| Vendée                  | 8      | Aubigny-les-Clouzeaux                  | 85008            | Aubigny                      | 5 925            | 2                          | Aubigny - Les Clouzeaux | oui                       | 3 décembre 2015                                                                    | 1er janvier 2016   |
| Vendée                  | 8      | Bellevigny                             | 85019            | Belleville-sur-Vie           | 5 735            | 2                          | Belleville-sur-Vie - Saligny | oui                       | 19 novembre 2015                                                                   | 1er janvier 2016   |
| Vendée                  | 8      | Doix lès Fontaines                     | 85080            | Doix                         | 1 729            | 2                          | Doix - Fontaines | oui                       | 3 décembre 2015                                                                    | 1er janvier 2016   |
| Vendée                  | 8      | Essarts en Bocage                      | 85084            | Les Essarts                  | 8 358            | 4                          | Boulogne - Les Essarts - L'Oie - Sainte-Florence | oui                       | 5 octobre 2015                                                                     | 1er janvier 2016   |
| Vendée                  | 8      | Sèvremont                              | 85090            | La Flocellière               | 6 347            | 4                          | Les Châtelliers-Châteaumur - La Flocellière - La Pommeraie-sur-Sèvre - Saint-Michel-Mont-Mercure | oui                       | 18 décembre 2015                                                                   | 1er janvier 2016   |
| Vendée                  | 8      | Mouilleron-Saint-Germain               | 85154            | Mouilleron-en-Pareds         | 1 798            | 2                          | Mouilleron-en-Pareds - Saint-Germain-l'Aiguiller | oui                       | 19 novembre 2015                                                                   | 1er janvier 2016   |
| Vendée                  | 8      | Montréverd                             | 85197            | Saint-André-Treize-Voies     | 3 409            | 3                          | Mormaison - Saint-André-Treize-Voies - Saint-Sulpice-le-Verdon | oui                       | 15 décembre 2015                                                                   | 1er janvier 2016   |
| Vendée                  | 8      | Rives de l'Yon                         | 85213            | Saint-Florent-des-Bois       | 3 951            | 2                          | Chaillé-sous-les-Ormeaux - Saint-Florent-des-Bois | oui                       | 28 décembre 2015                                                                   | 1er janvier 2016   |
| Vienne                  | 1      | Senillé-Saint-Sauveur                  | 86245            | Saint-Sauveur                | 1 818            | 2                          | Saint-Sauveur - Senillé | oui                       | 14 octobre 2015                                                                    | 1er janvier 2016   |
| Haute-Vienne            | 1      | Val d'Issoire                          | 87097            | Mézières-sur-Issoire         | 1 161            | 2                          | Bussière-Boffy - Mézières-sur-Issoire | oui                       | 29 septembre 2015                                                                  | 1er janvier 2016   |
| Vosges                  | 3      | Granges-Aumontzey                      | 88218            | Granges-sur-Vologne          | 2 757            | 2                          | Aumontzey - Granges-sur-Vologne | non                       | 28 septembre 2015                                                                  | 1er janvier 2016   |
| Vosges                  | 3      | Provenchères-et-Colroy                 | 88361            | Provenchères-sur-Fave        | 1 437            | 2                          | Colroy-la-Grande - Provenchères-sur-Fave | oui                       | 22 décembre 2015                                                                   | 1er janvier 2016   |
| Vosges                  | 3      | Capavenir Vosges                       | 88465            | Thaon-les-Vosges             | 9 059            | 3                          | Girmont - Oncourt - Thaon-les-Vosges | oui                       | 24 décembre 2015                                                                   | 1er janvier 2016   |
| Yonne                   | 6      | Charny Orée de Puisaye                 | 89086            | Charny                       | 5 153            | 14                         | Chambeugle - Charny - Chêne-Arnoult - Chevillon - Dicy - Fontenouilles - Grandchamp - Malicorne - Marchais-Beton - Perreux - Prunoy - Saint-Denis-sur-Ouanne - Saint-Martin-sur-Ouanne - Villefranche | oui                       | 17 novembre 2015                                                                   | 1er janvier 2016   |
| Yonne                   | 6      | Valravillon                            | 89196            | Guerchy                      | 1 643            | 4                          | Guerchy - Laduz - Neuilly - Villemer | oui                       | 17 novembre 2015                                                                   | 1er janvier 2016   |
| Yonne                   | 6      | Le Val d'Ocre                          | 89334            | Saint-Aubin-Château-Neuf     | 587              | 2                          | Saint-Aubin-Château-Neuf - Saint-Martin-sur-Ocre | oui                       | 8 décembre 2015                                                                    | 1er janvier 2016   |
| Yonne                   | 6      | Sépeaux-Saint Romain                   | 89388            | Sépeaux                      | 612              | 2                          | Saint-Romain-le-Preux - Sépeaux | non                       | 8 décembre 2015                                                                    | 1er janvier 2016   |
| Yonne                   | 6      | Les Vallées de la Vanne                | 89411            | Theil-sur-Vanne              | 1 056            | 3                          | Chigy - Theil-sur-Vanne - Vareilles | oui                       | 15 décembre 2015                                                                   | 1er janvier 2016   |
| Yonne                   | 6      | Vermenton                              | 89441            | Vermenton                    | 1 370            | 2                          | Sacy - Vermenton | oui                       | 17 décembre 2015                                                                   | 1er janvier 2016   |

## Cas particuliers entraînant la modification de limites administratives

### Limites de départements
Contrairement à un établissement public de coopération intercommunale à fiscalité propre, une commune ne peut se situer à cheval sur deux départements. Afin d’être validée, à la suite des conseils municipaux, les conseils départementaux concernés doivent également approuver le projet de fusion entraînant une modification de leurs limites territoriales. Celle-ci ne peut intervenir que par la signature d’un décret du gouvernement autorisant cette modification, après avoir obtenu l’avis favorable du Conseil d’État.
Ainsi, pour permettre aux communes d’Ingrandes, en Maine-et-Loire, et du Fresne-sur-Loire, dans la Loire-Atlantique, de fusionner sous le régime de la commune nouvelle sous le nom d’Ingrandes-le-Fresne-sur-Loire, il a fallu que la commune du Fresne-sur-Loire quitte le département de la Loire-Atlantique (ainsi que l'arrondissement et le canton d'Ancenis) pour celui de Maine-et-Loire (et pour l'arrondissement d'Angers et le canton de Chalonnes-sur-Loire), grâce à un décret du 23 décembre 2015, préalablement à l'arrêté de création de la commune nouvelle.

### Limites d'arrondissements
De même qu'elle ne peut être partagée entre deux départements, une commune ne peut être partagée entre deux arrondissements. Néanmoins, au cours de l'année 2016, dix communes nouvelles ont été formées à partir de communes appartenant au même département mais à des arrondissements différents, ce qui a nécessité des rectifications de limites d'arrondissements, lesquelles sont de la responsabilité du préfet de région qui prend un arrêté en ce sens.
Ces dix communes nouvelles sont :
- Aix-Villemaur-Pâlis, regroupant une commune de l'arrondissement de Nogent-sur-Seine et deux de l'arrondissement de Troyes, dont les limites ont été modifiées par arrêté du 14 décembre 2015[Off. 248] ;
- Carentan-les-Marais, regroupant deux communes de l'arrondissement de Cherbourg et deux de l'arrondissement de Saint-Lô, dont les limites ont été modifiées par arrêté du 16 décembre 2015[Off. 249] ;
- Chailloué, regroupant deux communes de l'arrondissement d'Alençon et une de l'arrondissement d'Argentan, dont les limites ont été modifiées par arrêté du 16 décembre 2015[Off. 250] ;
- Haut Valromey, regroupant une commune de l'arrondissement de Belley et trois de l'arrondissement de Nantua, dont les limites ont été modifiées par arrêté du 29 septembre 2015[Off. 251] ;
- Longuenée-en-Anjou, regroupant trois communes de l'arrondissement d'Angers et une de l'arrondissement de Segré, dont les limites ont été modifiées par arrêté du 14 décembre 2015[Off. 252] ;
- Morannes-sur-Sarthe, regroupant une commune de l'arrondissement d'Angers et une de l'arrondissement de Segré, dont les limites ont été modifiées par arrêté du 14 décembre 2015[Off. 253] ;
- Picauville, regroupant trois communes de l'arrondissement de Cherbourg et trois de l'arrondissement de Coutances, dont les limites ont été modifiées, tardivement au regard de la mise en place de la commune nouvelle, par arrêté du 19 janvier 2016[Off. 254] ;
- Le Mené, regroupant six communes de l'arrondissement de Dinan et une de l'arrondissement de Saint-Brieuc, dont les limites ont été modifiées, tardivement également, par arrêté du 29 février 2016[Off. 255] ;
- Port-Jérôme-sur-Seine, regroupant trois communes de l'arrondissement du Havre et une de l'arrondissement de Rouen, dont les limites ont été modifiées, encore plus tardivement, par arrêté du 24 mars 2016[Off. 256] ;
- Val d'Oust, regroupant une commune de l'arrondissement de Pontivy et deux de l'arrondissement de Vannes, ainsi que le confirmait le Journal officiel en situant la commune nouvelle dans les deux arrondissements[Off. 257] ; ultérieurement, la commune a été rattachée en totalité à l'arrondissement de Pontivy, par un arrêté du préfet de région[Off. 258] prenant effet au 1er janvier 2017 (arrêté qui considère que la commune relevait auparavant en totalité de l'arrondissement de Vannes).

### Limites de cantons
Depuis la réforme électorale qui a conduit en 2014 à un nouveau découpage des cantons, qui a pris effet pour les élections départementales de 2015, seules des communes de plus de 3 500 habitants peuvent être traversées par des limites de cantons quand cela permet d'équilibrer les chiffres de population de ces cantons.
Cependant, parmi les communes nouvelles créées en 2016, vingt ont été formées en regroupant des communes issues de cantons différents :
- Argentonnay, regroupant une commune du canton de Bressuire et cinq du canton de Mauléon ;
- Arlay, regroupant une commune du canton de Bletterans et une du canton de Poligny ;
- Bagnoles de l'Orne Normandie, regroupant une commune du canton de Bagnoles-de-l'Orne et une du canton de La Ferté-Macé ;
- La Chailleuse, regroupant trois communes du canton de Moirans-en-Montagne et une du canton de Saint-Amour ;
- Chaumes-en-Retz, regroupant une commune du canton de Machecoul et une du canton de Pornic ;
- Chémery-Chéhéry, regroupant une commune du canton de Sedan-1 et une du canton de Vouziers ;
- Cœur de Causse, regroupant deux communes du canton de Causse et Bouriane et trois du canton de Causse et Vallées ;
- La Ferté Macé, regroupant une commune du canton de La Ferté-Macé et une du canton de Magny-le-Désert ;
- Gommerville, regroupant une commune du canton d'Auneau et une du canton de Voves ;
- Groslée-Saint-Benoît, regroupant une commune du canton de Belley et une du canton de Lagnieu ;
- Longuenée-en-Anjou, regroupant trois communes du canton d'Angers-4 et une du canton de Tiercé ;
- Marbois, regroupant deux communes du canton de Breteuil et deux du canton de Verneuil-sur-Avre ;
- Mesnils-sur-Iton, regroupant une commune du canton de Breteuil et cinq du canton de Verneuil-sur-Avre ;
- Le Parc, regroupant une commune du canton d'Avranches, une du canton de Bréhal et une du canton d'Isigny-le-Buat ;
- Saint-Jean-d'Elle, regroupant quatre communes du canton de Condé-sur-Vire et une du canton de Pont-Hébert ;
- Saint-Maur, regroupant une commune du canton de Buzançais et une du canton de Levroux ;
- Sartilly-Baie-Bocage, regroupant quatre communes du canton d'Avranches et une du canton de Bréhal ;
- Val d'Oust, regroupant deux communes du canton de Moréac et une du canton de Ploërmel ;
- Vouziers, regroupant une commune du canton d'Attigny et deux du canton de Vouziers ;
- enfin Cherbourg-en-Cotentin, qui regroupe la commune de Cherbourg-Octeville déjà partagée entre les cantons de Cherbourg-Octeville-1, de Cherbourg-Octeville-2 et de Cherbourg-Octeville-3, ainsi qu'une commune du canton de Cherbourg-Octeville-2, une commune du canton d'Équeurdreville-Hainneville, une commune du canton de la Hague et une commune du canton de Tourlaville, est à présent partagée entre six cantons.

Certaines de ces communes désormais traversées par une limite cantonale ont moins de 3 500 habitants, par conséquent les limites des cantons concernés devraient être modifiées. Mais cela requiert des décrets qui seraient pris avant les prochaines élections départementales. Dans l'attente de tels décrets, toutes ces communes restent partagées entre les cantons indiqués.

### Limites d'intercommunalités
De même qu'elle ne peut être partagée entre deux départements, une commune ne peut être partagée entre deux EPCIFP. Néanmoins, au cours de l'année 2016, plusieurs communes nouvelles ont été formées à partir de communes appartenant à des EPCIFP différents, ce qui a nécessité des rectifications de leurs limites, lesquelles sont de la responsabilité du préfet de région qui prend un arrêté en ce sens[réf. nécessaire].
- Le Parc, regroupant deux communes de la communauté de communes Avranches-Mont-Saint-Michel et une de la communauté de communes du Val de Sée, intègre la communauté de communes Avranches-Mont-Saint-Michel ;
- Le Grippon, regroupant une commune de la communauté de communes Avranches-Mont-Saint-Michel et une de la communauté de communes de Granville, terre et mer, intègre la communauté de communes Avranches-Mont-Saint-Michel.